# Dopravní značení v Česku

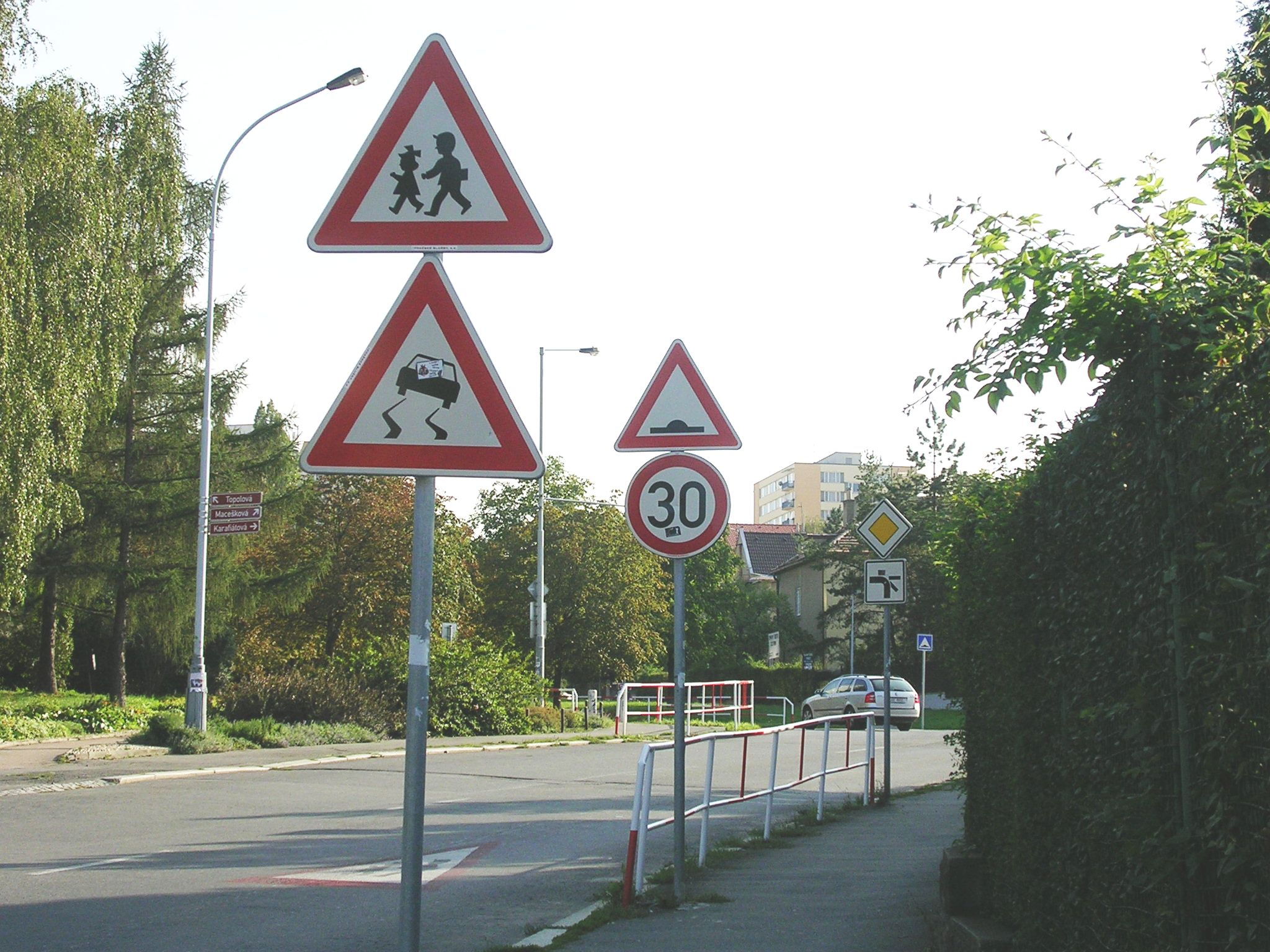
Dopravní značky v Topolové ulici v Praze

Dopravní značení v Česku začalo být systematicky zaváděno již od třetí čtvrtiny 19. století, výstražné značení kolem roku 1910 a v období první a druhé Československé republiky. První výstražné dopravní značky byly v Československu kodifikovány od 1. listopadu 1935, odpovídaly však značkám, které na základě veřejnoprávní smlouvy umisťoval Autoklub RČS už od roku 1928. V květnu 1938 byly zavedeny dopravní značky a signály pokrývající již celou škálu významů. Od 1. listopadu 1939 bylo barevné provedení výstražných dopravních značek v Protektorátu Čechy a Morava změněno do nynější podoby. Při dalších změnách (např. 1961, 1967, 1976, 1990) postupně přibývaly nové druhy značek a u některých se měnilo jejich provedení. Nynější číslování dopravních značek platí od ledna 2001, ovšem od té doby přibylo několik nových druhů značek a zařízení.
Dopravní značení v České republice je v současné době na základě zákona č. 361/2000 Sb., o pravidlech provozu na pozemních komunikacích, stanoveno vyhláškou ministerstva vnitra č. 30/2001 Sb. a vyhláškami, které ji novelizují (později přešla problematika do gesce ministerstva dopravy). O umístění dopravního značení rozhoduje stanoveným postupem příslušný správní orgán, v případě účelových komunikací vlastník komunikace, v rámci stanovení místní nebo přechodné úpravy provozu. Zákon stanoví, že dopravní značky a dopravní zařízení musí odpovídat stanovené podobě i technickým požadavkům, které stanoví technické předpisy.
Podoba a provedení dopravního značení v České republice vychází z evropských úmluv, které však ponechávají signatářským státům jistou míru volnosti. Výstražné značky označující nebezpečí (skupina A) jsou v Česku tvaru trojúhelníku položeného na straně, s červeným okrajem a bílým pozadím. Zákazové značky (skupina B) jsou kruhové s červeným okrajem, zpravidla s bílým pozadím a černými symboly, přičemž značky rušící platnost zákazu mají šedé symboly a černé příčné pruhy, bez červeného okraje. Značky zakazující zastavení a stání mají pozadí modré a jejich platnost je rušena dodatkovou tabulkou. Příkazové značky (skupina C) jsou typicky kruhové s bílými symboly na modrém podkladě, značky rušící jejich platnost jsou šedobílé a mají červený pruh napříč.  Informativní značky (původně skupina D, nověji skupina I) jsou zpravidla obdélné, barvy nejčastěji modré nebo bílé (směrové značky týkající se dálnice mají pozadí zelené, značky týkající se objížděk a jiných mimořádností bývají oranžové). Značky upravující přednost (skupina P) jsou přeřazeny z jiných skupin, nemají jednotící grafický prvek. Dodatkové tabulky (skupina E) bývají bílé obdélné s černými symboly. Vodorovné dopravní značení (skupina V) umisťované přímo na vozovku je převážně bílé, někdy žluté, zvýrazňující plochy jsou červené. Dočasné vodorovné značení bývá žluté nebo oranžové. Dopravní zařízení (skupina Z) jsou nejčastěji červenobíle (příp. oranžovobíle) nebo žlutočerně pruhovaná.
Technická norma ČSN EN 12899 (třídicí znak 01 8020) stanoví některé technické požadavky a zároveň závazně odkazuje na tzv. technické podmínky a vzorové listy schvalované bez přímé zákonné úpravy ministerstvem dopravy – ty stanoví typizované rozměry dopravních značek a stanoví, za jakých podmínek musí být značky reflexní nebo s vlastním osvětlením.

## Historie značení

### Období Československa a Protektorátu

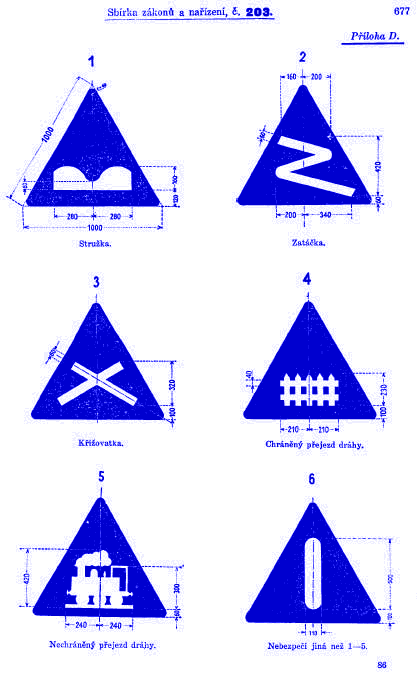
Prvních šest druhů dopravních značek v Československu, oficiálně zavedených roku 1935

Zavádění dopravních značek předpokládala a požadovala Pařížská konvence z roku 1909 a její dodatek z roku 1926. Povinnost správ silnic umístit výstražné značky stanovil v § 68–71 zákon č. 81/1935 Sb., o jízdě motorovými vozidly. Vládním nařízením č. 203/1935 Sb. n. a z. bylo od 1. listopadu 1935 na území Československa oficiálně zavedeno prvních šest druhů výstražných značek (1. Stružka, 2. Zatáčka, 3. Křižovatka, 4. Chráněný přejezd dráhy, 5. Nechráněný přejezd dráhy a 6. Nebezpečí jiná než 1–5). Tyto značky měly již tvar rovnostranného trojúhelníku o straně 1000 mm, avšak symboly byly provedeny bíle na modrém podkladě (bez orámování). Symboly byly již podobné dnešním.
Zákon č. 82/1938 Sb. z 8. dubna 1938, o dopravních značkách pro silniční dopravu, stanovil povinnost označit do konce roku 1938 silnice dopravními značkami. Vládním nařízením č. 100/1938 Sb. n. a z. byly od května 1938 zavedeny i další druhy dopravních značek a zařízení světelné signály pro řízení dopravy.
Vládní nařízení č. 242/1939 Sb. vlády Protektorátu Čechy a Morava účinné od 1. listopadu 1939 přestalo počítat signalizační zařízení a zařízení k označení překážky nebo uzavírky mezi dopravní značky a uvedlo je samostatně.
Po druhé světové válce přinesl zásadní úpravu zákon č. 56/1950 Sb., o provozu na veřejných silnicích. Vládní nařízení č. 11/1951 Sb., jímž se provádí zákon o provozu na veřejných silnicích, v § 29 praví, že dopravní značky zavede vyhláška vyhlášená v Úředním listu. Číslo této vyhlášky a její obsah jsou dnes obtížně dohledatelné. Novou úpravu přineslo vládní nařízení č. 54/1953 Sb., o provozu na silnicích, později ještě novelizované zákonným opatřením NS č. 13/1956 Sb. Na zmocnění tímto vládním nařízením se odvolávaly změny pravidel silničního provozu až do roku 1996 (nové zmocnění pak přinesl zákon č. 12/1997 Sb., o bezpečnosti a plynulosti silničního provozu). Obrazovou přílohu s dopravními značkami obsahovala vyhláška č. 145/1956 Ú. l., o provozu na silnicích, novelizovaná vyhláškou č. 197/1958 Ú. l. Tato vyhláška platila až do konce roku 1960. Zda a kolik vyhlášek tuto vyhlášku předcházelo, je dnes obtížné zjistit. Dopravní značky platné od 1. ledna 1961 stanovila vyhláška ministerstva vnitra ČSSR č. 141/1960 Sb. ze dne 3. září 1960, kterou se vydávají pravidla silničního provozu. Dopravní značky platné od 1. ledna 1967 stanovila vyhláška ministerstva vnitra ČSSR č. 80/1966 Sb. ze dne 20. října 1966, o pravidlech silničního provozu. Vyhláška federálního ministerstva vnitra ze dne 17. června 1971, kterou se měnila a doplňovala vyhláška č. 80/1966 Sb., zavedla s účinností od 1. července 1971 zcela nově především pravidla pro provoz na dálnicích včetně vzhledu dálničního dopravního značení. Tento zásah byl vynucen dokončováním prvního úseku dálnice D1 mezi Prahou a Mirošovicemi s plánovaným uvedením do provozu 12. července 1971. Dopravní značky platné od 1. ledna 1976 stanovila vyhláška federálního ministerstva vnitra č. 100/1975 Sb. ze dne 23. července 1975, o pravidlech silničního provozu. Touto vyhláškou bylo zavedeno číslování dopravních značek pomocí písmene označujícího druh značky a za ním následujícího čísla. Písmeno odpovídá označování kapitol v předchozích vyhláškách. Zákazové a příkazové značky byly rozděleny do samostatných kapitol. Dopravní značky platné od 1. ledna 1990 stanovila vyhláška federálního ministerstva vnitra č. 99/1989 Sb. ze dne 5. července 1989, o pravidlech provozu na pozemních komunikacích (pravidla silničního provozu).

### Po zániku Československa
Až do konce ledna 2001 platila v České republice československá vyhláška č. 99/1989 Sb. Dvě nové značky a dva nové signály byly zavedeny novelou vyhlášky v roce 1997. Na konci ledna 2001 byla původní federální vyhláška nahrazena novou, českou, která pak byla několikrát novelizována.

### Od 1. 10. 1997
Vyhláška ministerstva vnitra č. 223/1997 Sb. ze dne 8. září 1997, která v Česku novelizovala původní federální vyhlášku 99/1989 Sb., zavedla s účinností od 1. října 1997 dvě nové dopravní značky: výstražnou značku A 28 „Kolona“ a informativní značku D 51 „Únikový pruh“, a světelné šipky S 5c a S 5d.

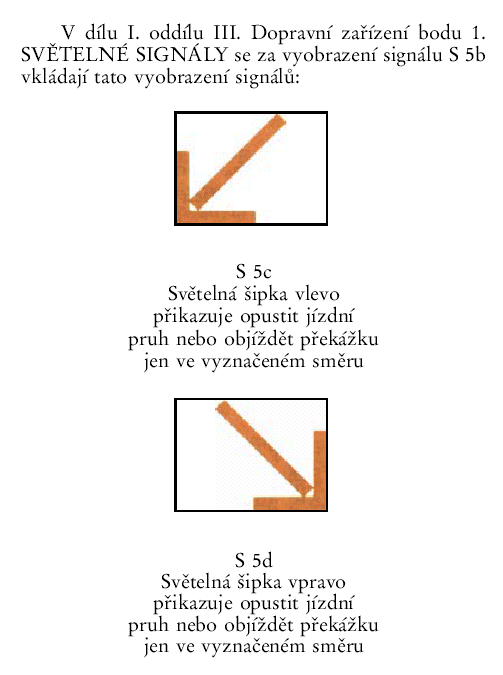

### Od 31. 1. 2001
Vyhláška ministerstva vnitra č. 30/2001 Sb., která zaváděla nový seznam dopravních značek, byla vydána opožděně, protože nový Zákon o provozu na pozemních komunikacích č. 361/2000 Sb. platil již od 1. ledna 2001. Informativní dopravní značky jsou rozděleny do tří skupin a přečíslovány, do samostatné skupiny jsou vyčleněny značky upravující přednost v jízdě.
Přibyly značky A 4 Pozor, kruhový objezd, nové značky A 7b a IP 2 označující zpomalovací práh, A 24 Náledí (místo dosavadní dodatkové tabulky E 6b), A 26 Mlha, A 27 Nehoda, A 28 Nebezpečná krajnice (místo dosavadní dodatkové tabulky E 6c), B 3b Zákaz vjezdu osobních automobilů, B 31 Zákaz vjezdu pro jezdce na zvířeti a C 11 Stezka pro jezdce na zvířeti (a konec), B 33 Zákaz vjezdu motorových vozidel s přívěsem, B 34 Nejmenší vzdálenost mezi vozidly, C 12 Přikázaný jízdní pruh (a konec), C 5 Sněhové řetězy (a konec), C 13 Rozsviť světla (a konec), dopravní značky ukončující stezku pro chodce nebo pro cyklisty. Dopravní značka C 10 „Stezka pro chodce a cyklisty“ byla zavedena ve variantě označující oddělení pruhů. Nové značky IP 7 Přejezd pro cyklisty, IP 8 Tunel (a konec), IP 9 Nouzové stání, IP 13a Kryté parkoviště, IP 13d Parkoviště P+R, IP 17 Uspořádání jízdních pruhů (souběh směrů), IJ 8 Stanice technické kontroly, IJ 13 Místo pro odpočinek, IJ 15 Dopravní vysílání, oranžové směrové tabule a tabulky pro cyklisty (označení cyklotras, IS 19 – IS 21), hnědá označení kulturních, turistických a komunálních cílů návěstmi a směrovkami (IS 23 a IS 24), označení názvů ulic dopravními značkami (IS 22), IP 28 Nejvyšší dovolená rychlost (přehled rychlostí pro hraniční přechody), IP 29 Střídavé řazení (tzv. zip), Značka objíždění tramvaje (IP 23) získala dvě varianty, návěst změny směru jízdy (IS 10) má ve vyhlášce čtyři varianty místo jedné.
Změnilo se provedení směrové tabule k jinému cíli (IS 5). Na směrové tabuli pro objížďku je možno uvést číslo silnice (IS 11d). Na kilometrovníku je možno zobrazit směr k telefonu (IS 18b). Zavedena značka IS 13 Blízká návěst. Na směrových tabulích pro příjezd k dálnici nebo k silnici pro motorová vozidla je možno místo piktogramu uvést číslo komunikace; čísla komunikací byla rovněž přidána do vzorů návěstí před křižovatkou, dálkových návěstí atd. Na návěstech na rychlostních komunikacích byl zaveden nový piktogram pro výjezdy. Přidán byl vzor návěsti před křižovatkou s kruhovým objezdem (IS 9b).
Byly rozlišeny dopravní značky „Přikázaný směr jízdy zde vpravo (vlevo)“ od značek „Přikázaný směr jízdy vpravo (vlevo)“. Dopravní značka Nemocnice (IJ 2) změnila tvar ze čtvercového na obdélníkový. Značky na označníku zastávky byly „povýšeny“ na dopravní značky (IJ 4a a IJ 4b). Značka „VB“ byla nahrazena značkou Policie (IJ 1). Bylo zavedeno vyznačování čísla dálnice na červené tabulce (IS 16a a odvozené návěsti).
Mírně se změnil tvar symbolu dvojité zatáčky, nebezpečí smyku, děti, práce, nákladu znečišťujícího vodu a dalších. U modrých obdélníkových informativních značek (IJ) se bílý čtverec posunul v modrém poli excentricky nahoru. Mírně se zjednodušily názvy některých značek, některé byly přečíslovány, ale mnohým zůstalo původní označení.
Dodatková tabulka E 3a Vzdálenost změnila tvar ze čtverce na ležatý obdélník. Směrová šipka E 7 změnila tvar na širší obdélník a přibyla varianta pro směr přímo. Přibyla dodatková tabulka E 11 Bez poplatku a do obrazové části přílohy byla zařazena i dodatková tabulka E 12 Text.
Pod označením V 4 Vodicí čára je již zobrazena jen plná čára – přerušovaná část již není vodicí čarou. Změnil se tvar vodorovných směrových šipek pro odbočení a provedení předběžných šipek (V 9). Přibylo označení V 10d Parkovací pruh, změnilo se vyznačení vyhrazeného parkoviště a přibylo speciální vodorovné značení vyhrazené parkoviště pro invalidy a modře značené časově omezené stání. Přibyly nové značka V 12b Žluté zkřížené čáry, V 12e Bílá klikatá čára, V 13b Křivky, V 14 Jízdní pruh pro cyklisty, V 16 Bezpečný odstup, V 17 Trojúhelníky, V 18 Optická psychologická brzda a V 19 Prostor pro cyklisty.
Do obrazové části vyhlášky byly doplněny signály, které dříve byly jen slovně popsány: plná kruhová světla, přerušované žluté světlo, doplňková zelená šipka, střídavě blikající červená světla a signály přejezdového zabezpečovacího zařízení. Kruhové signály zakazující nebo povolující vjezd do jízdního pruhu byly nahrazeny signály ve čtvercovém návěstidle (S 8a, S 8b), doplněn byl signál S 8e Světelný kříž. Nově bylo zavedeno společné návěstidlo pro chodce a cyklisty (S 11).
Zrušena byla druhá varianta zábrany pro označení uzavírky (částečná uzavírka). Směrovací deska byla nahrazena třemi novými variantami, nově byly zavedeny (přidány do vyhlášky) vodicí desky, zvýrazňující desky a pojízdná uzavírková tabule, směrové sloupky v bílé a oranžové variantě, dopravní knoflíky, příčný práh a zařízení pro provozní informace. Do vyhlášky byla přidána policejní směrovka.
Byl zrušen starý symbol osoby těžce postižené na zdraví (černý trojúhelník ve žlutém kruhu).
Byl zrušen starý symbol osoby neslyšící – nedoslýchavé (3 černé puntíky ve žlutém kruhu).

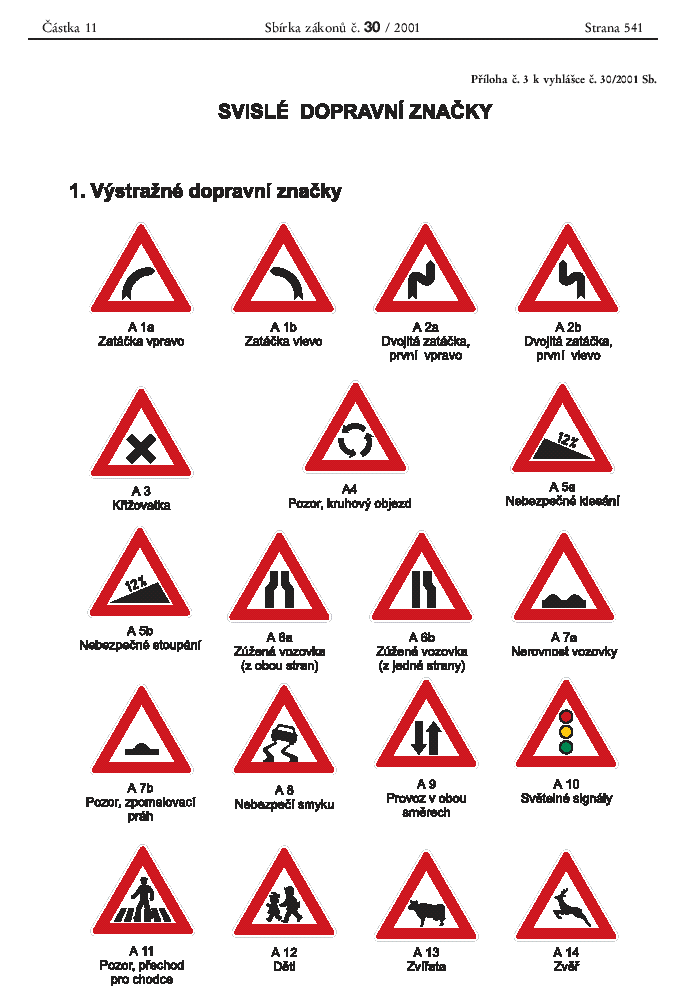
Dopravní značky platné v České republice od roku 2001
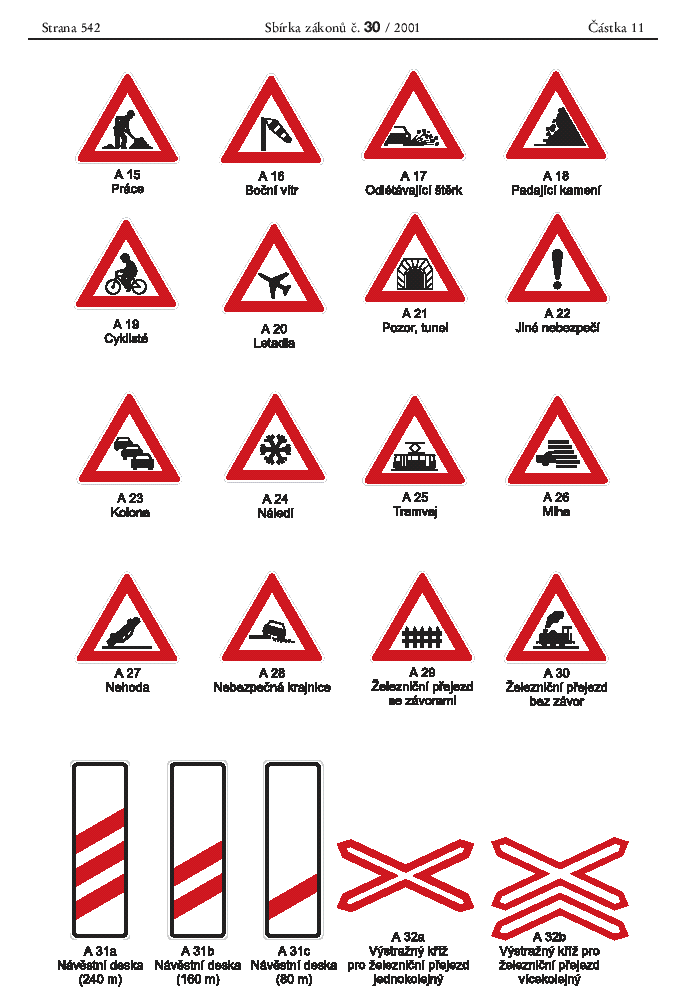
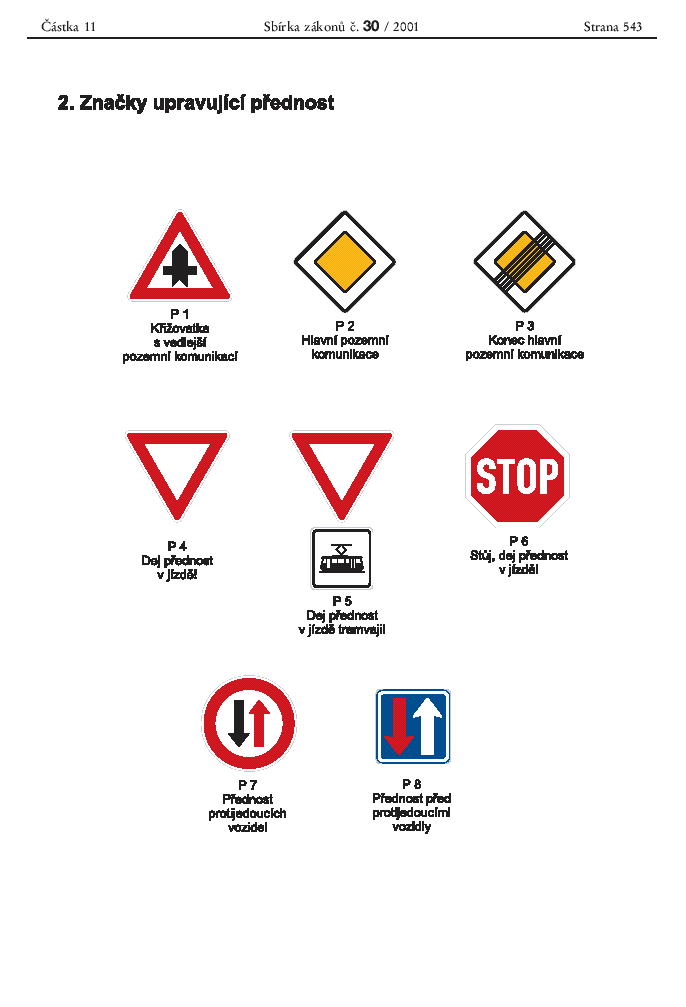
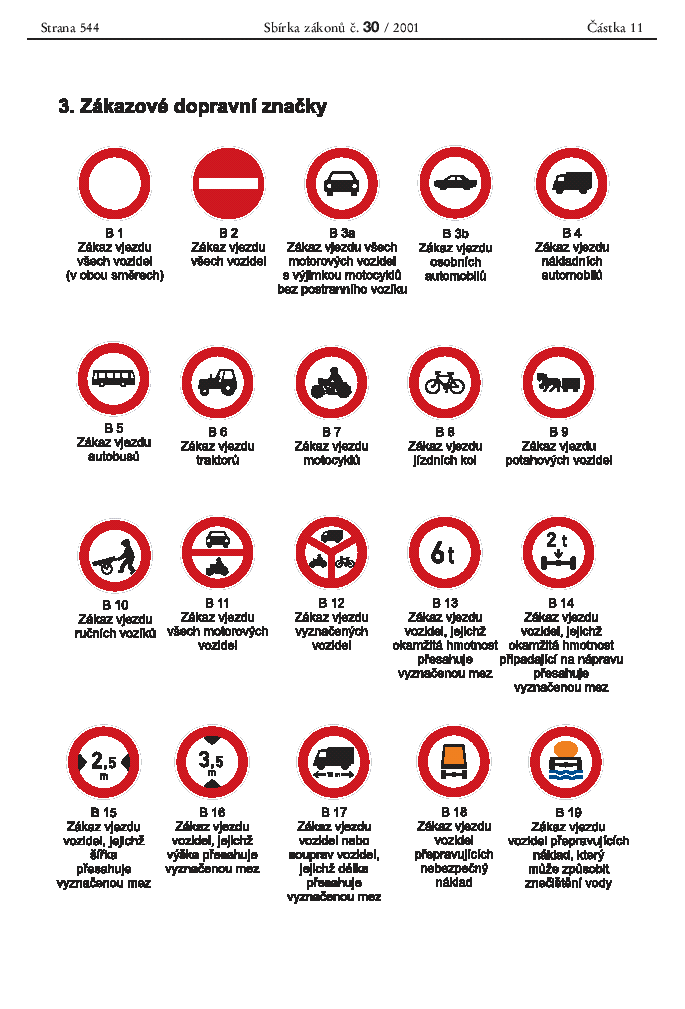
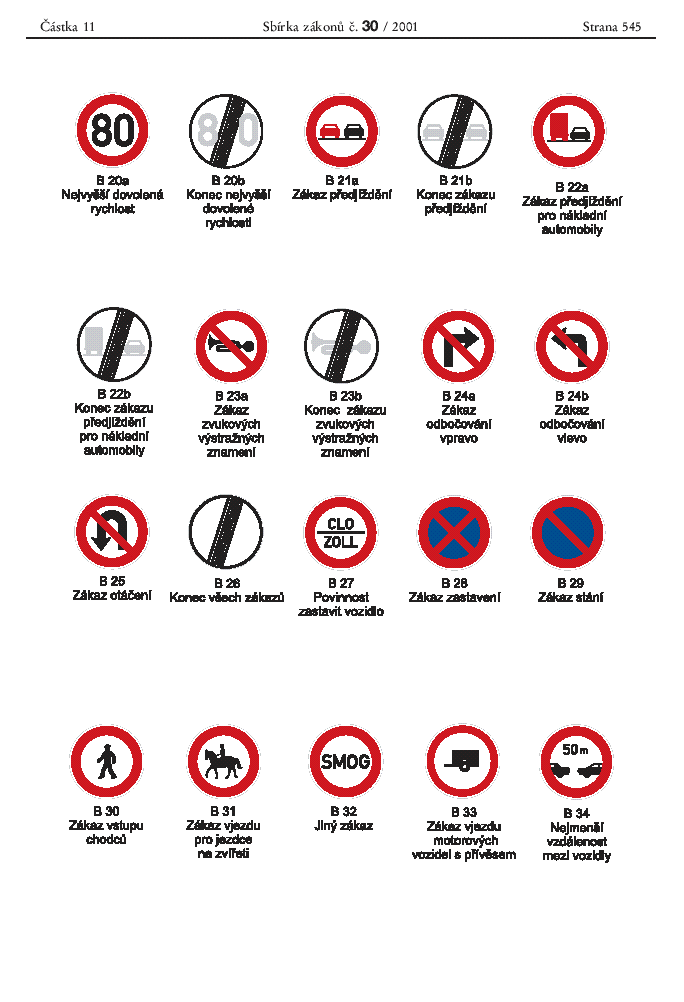
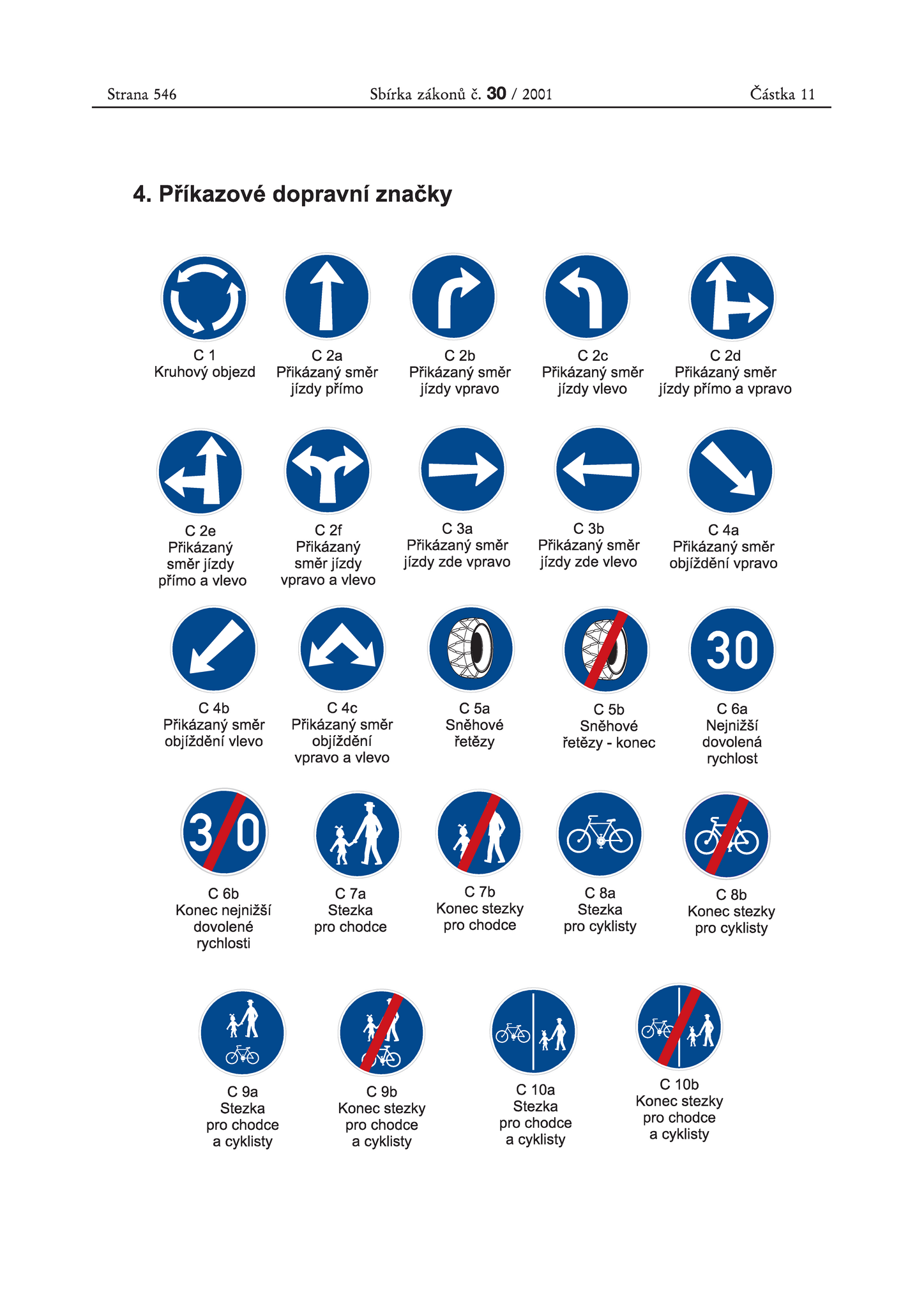
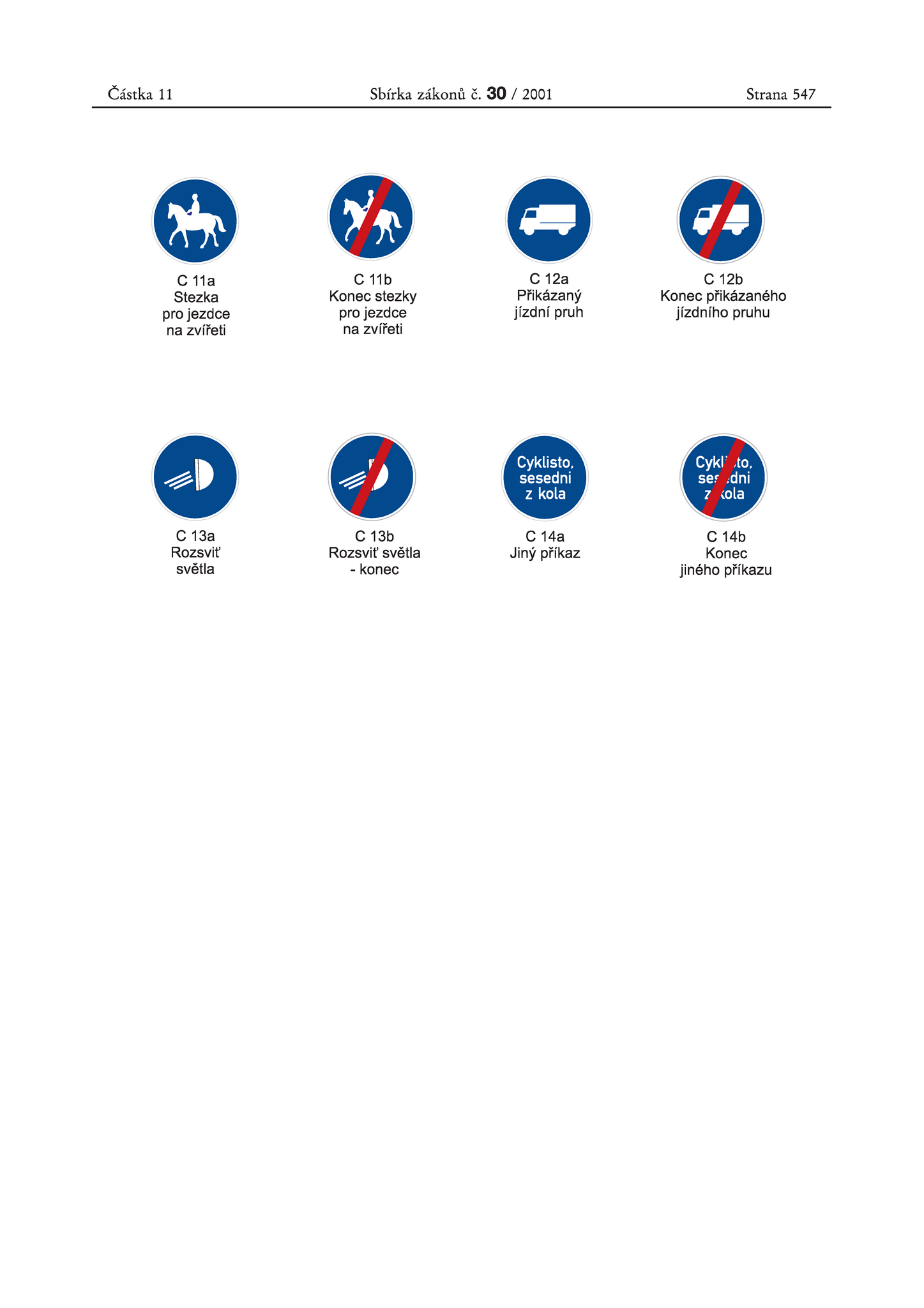
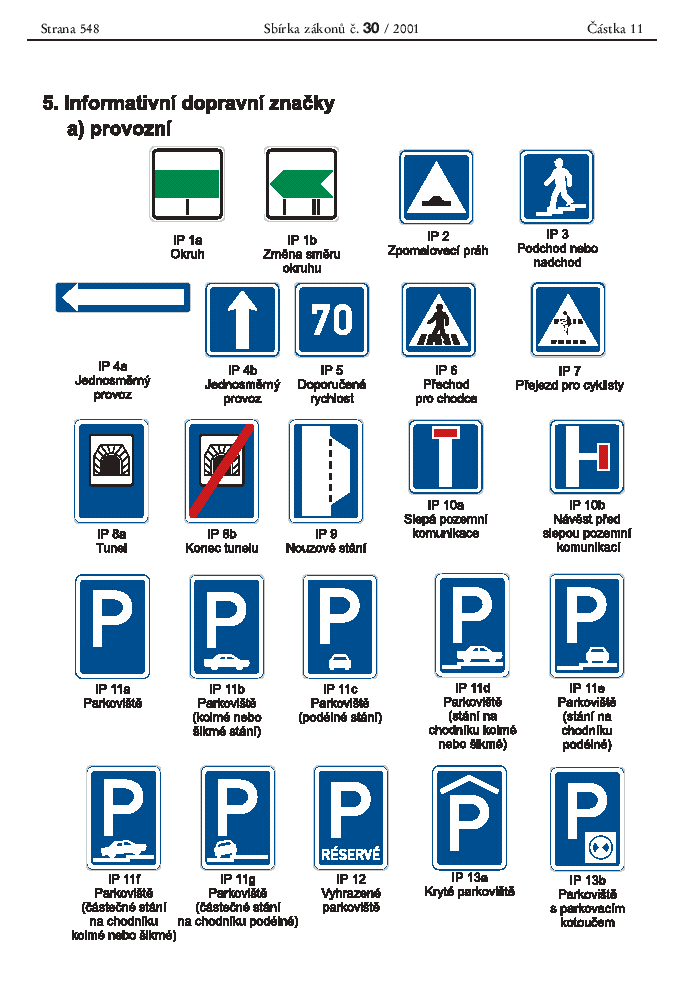
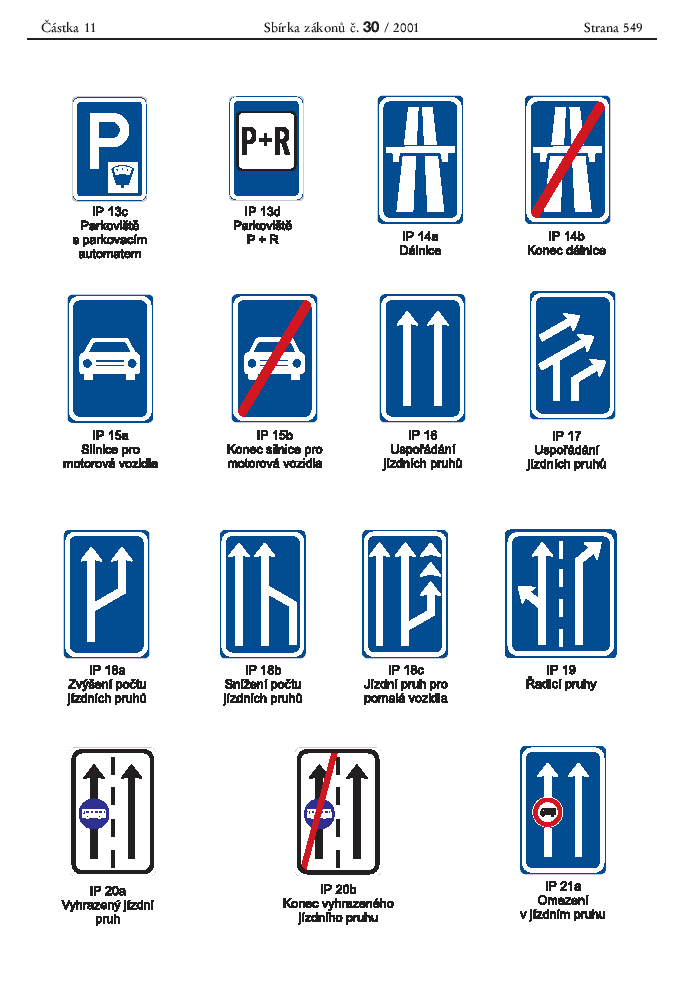
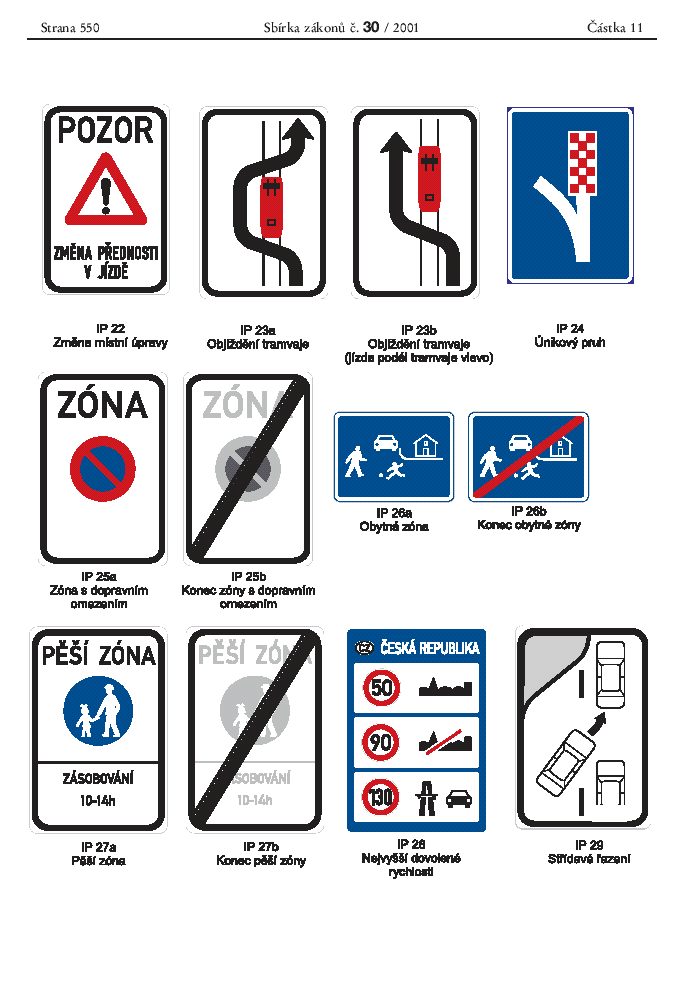
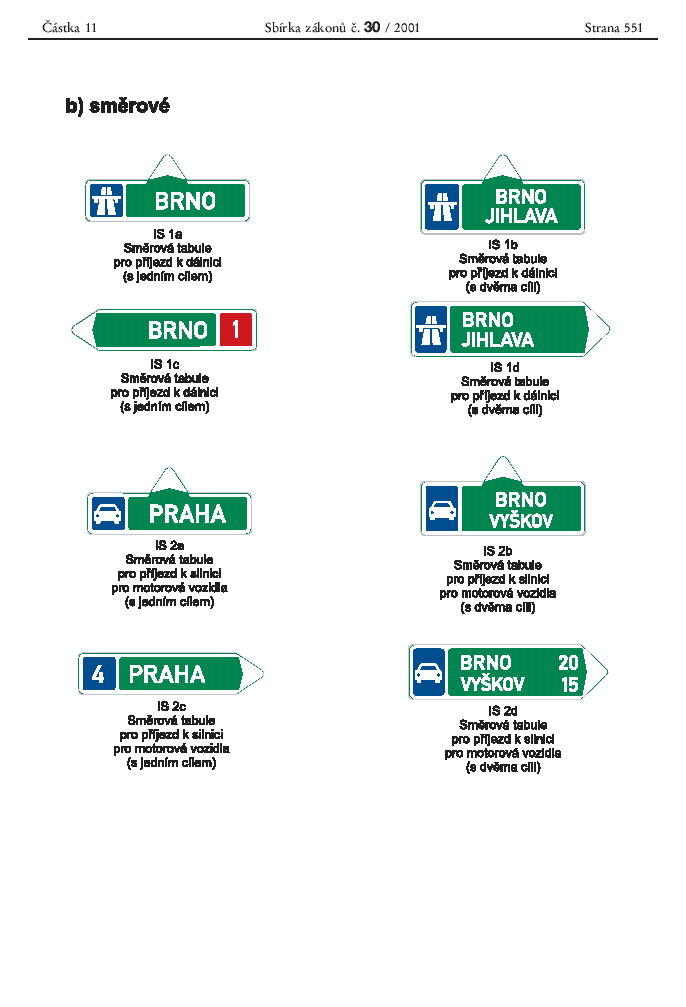
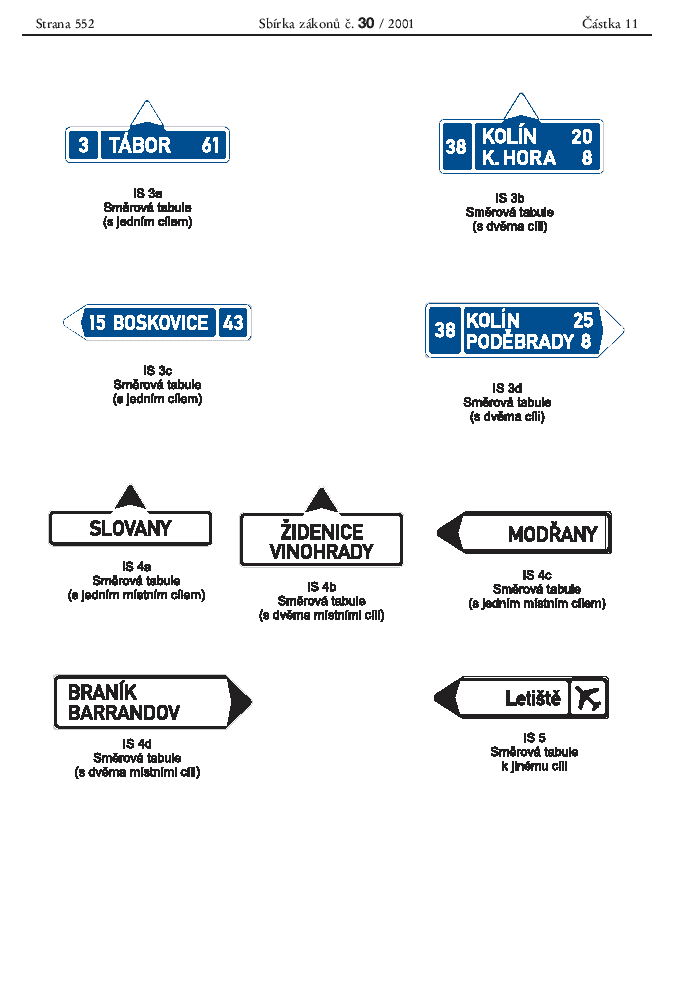
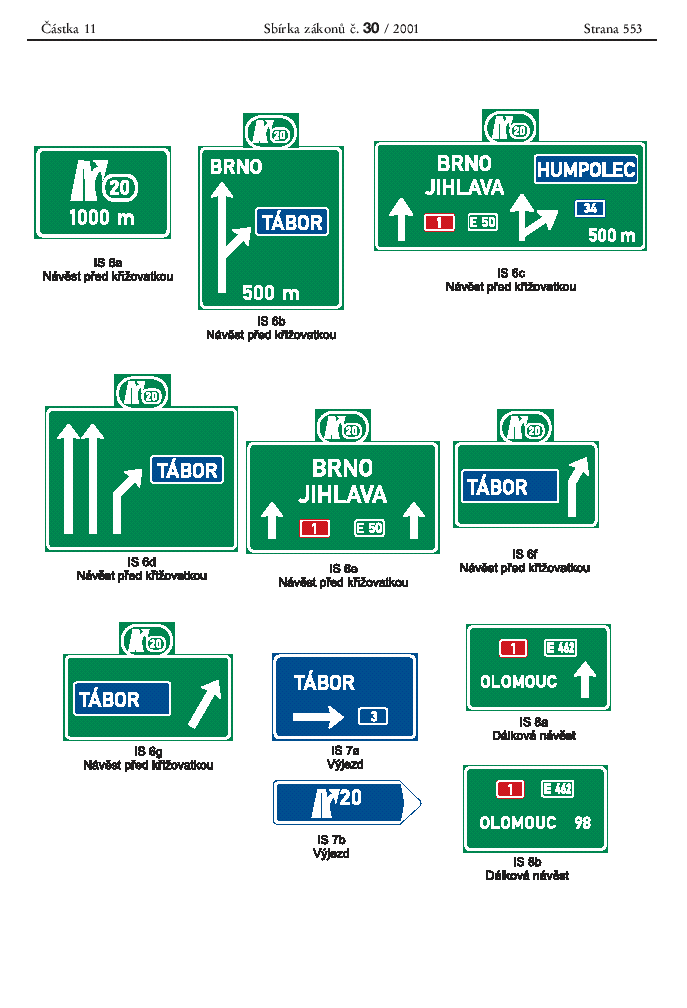
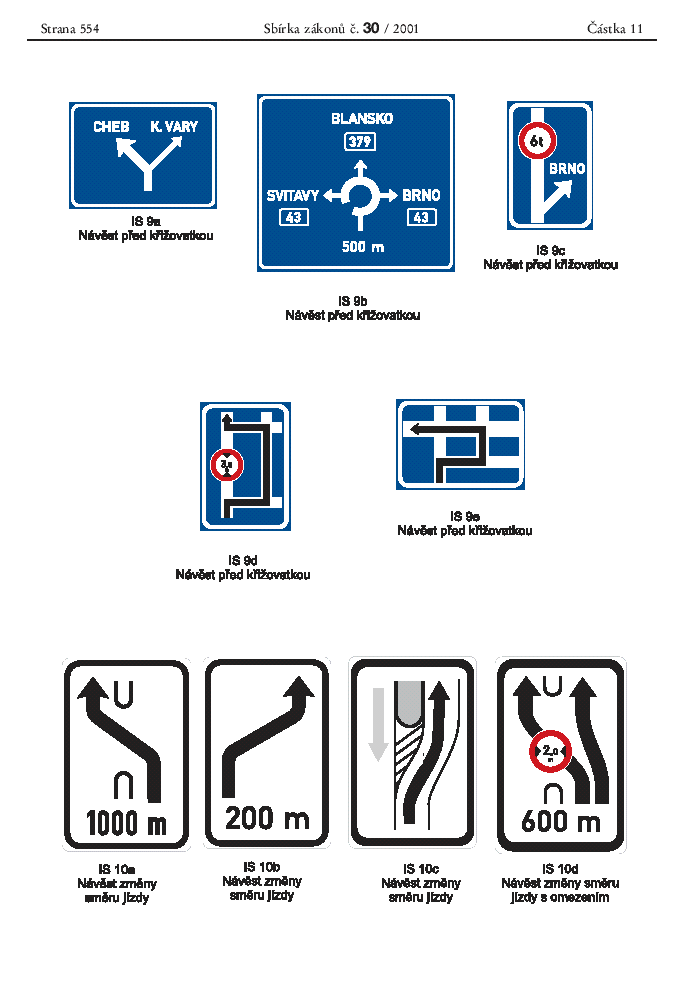
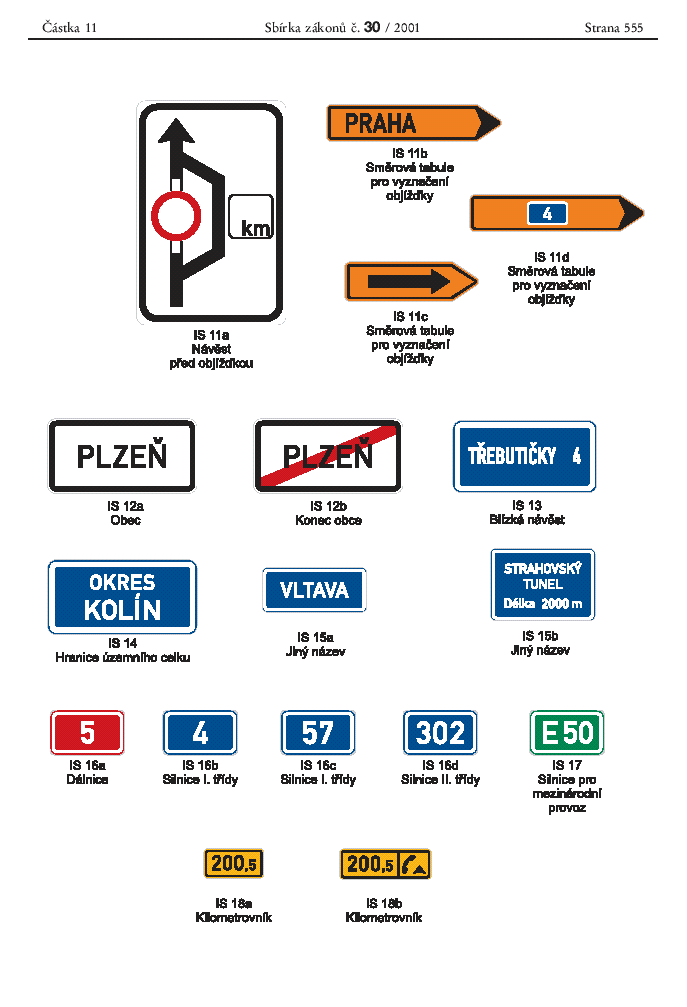
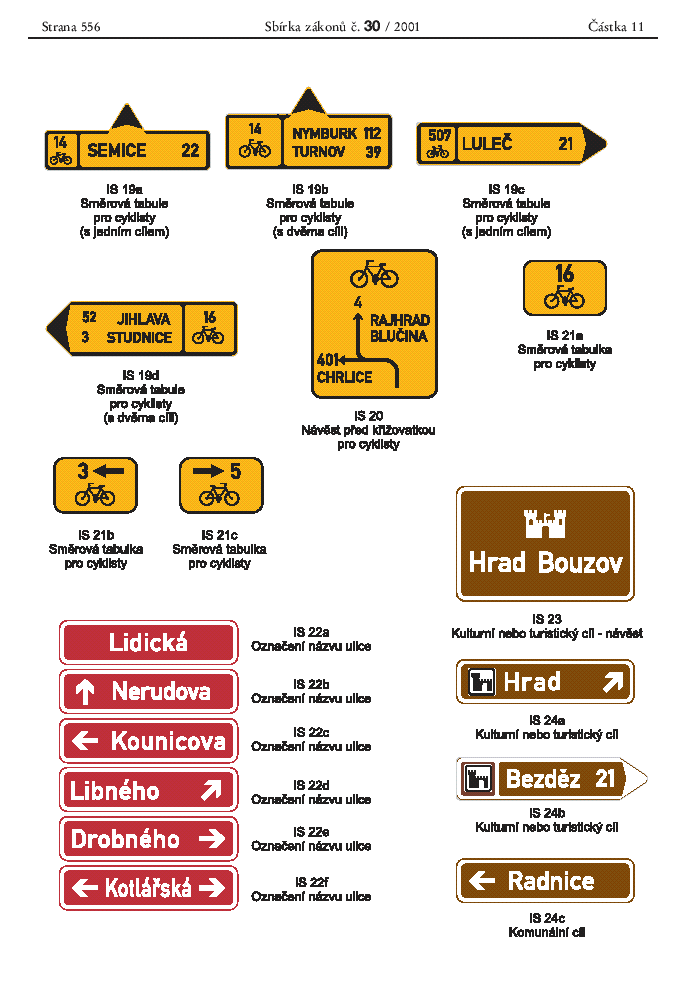
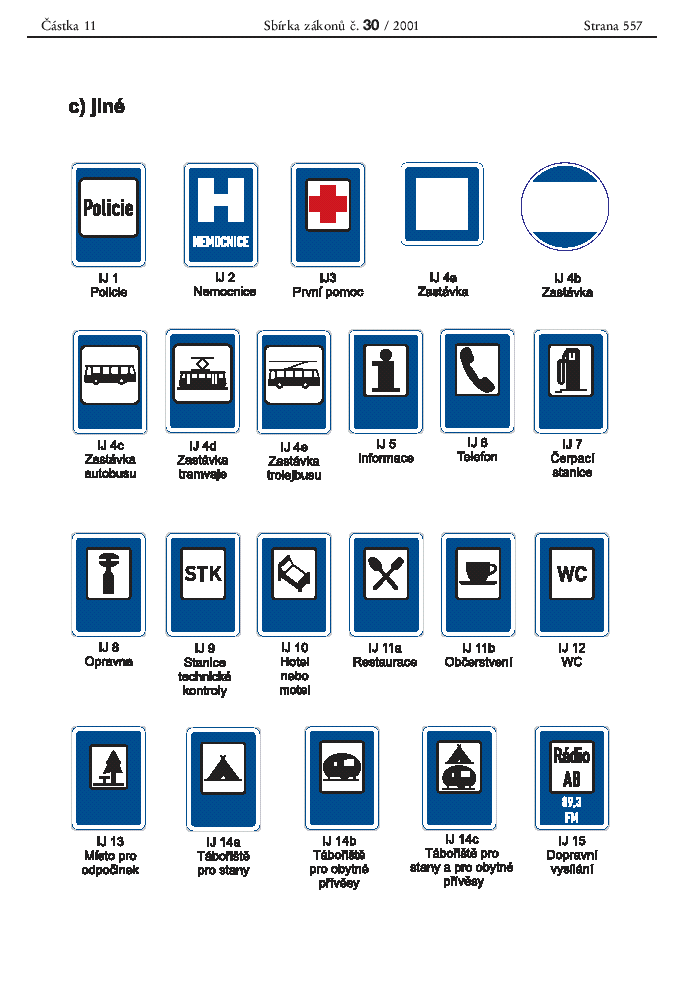
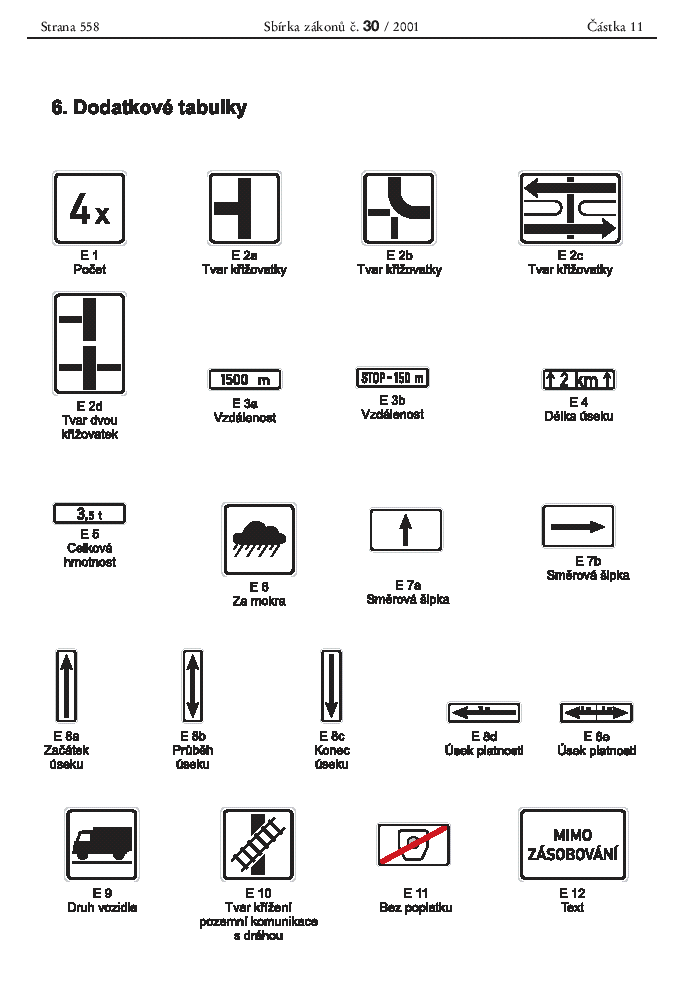
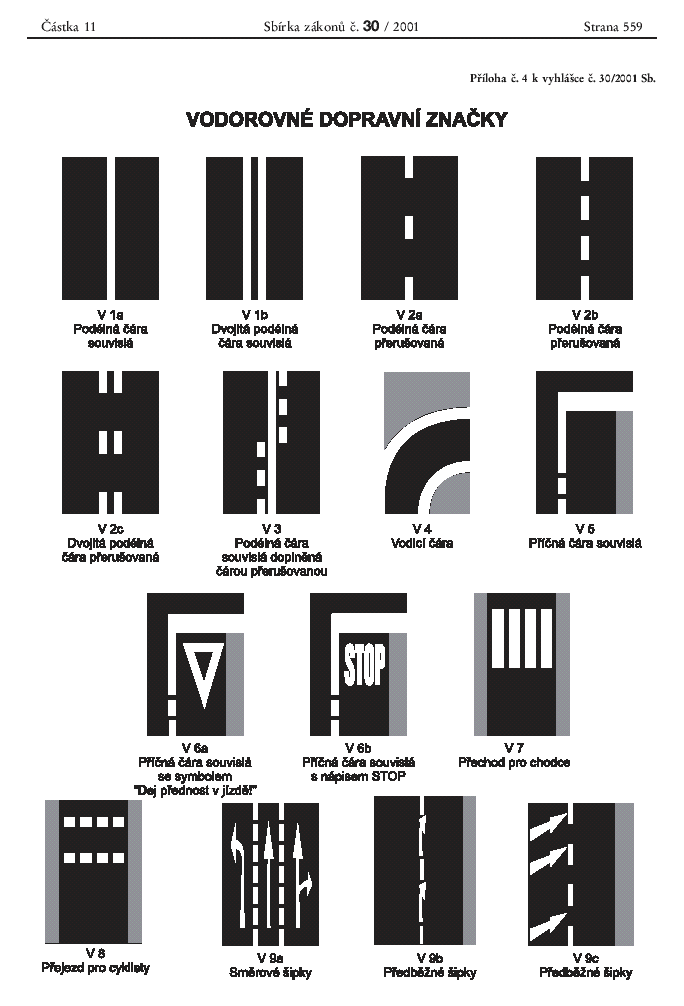
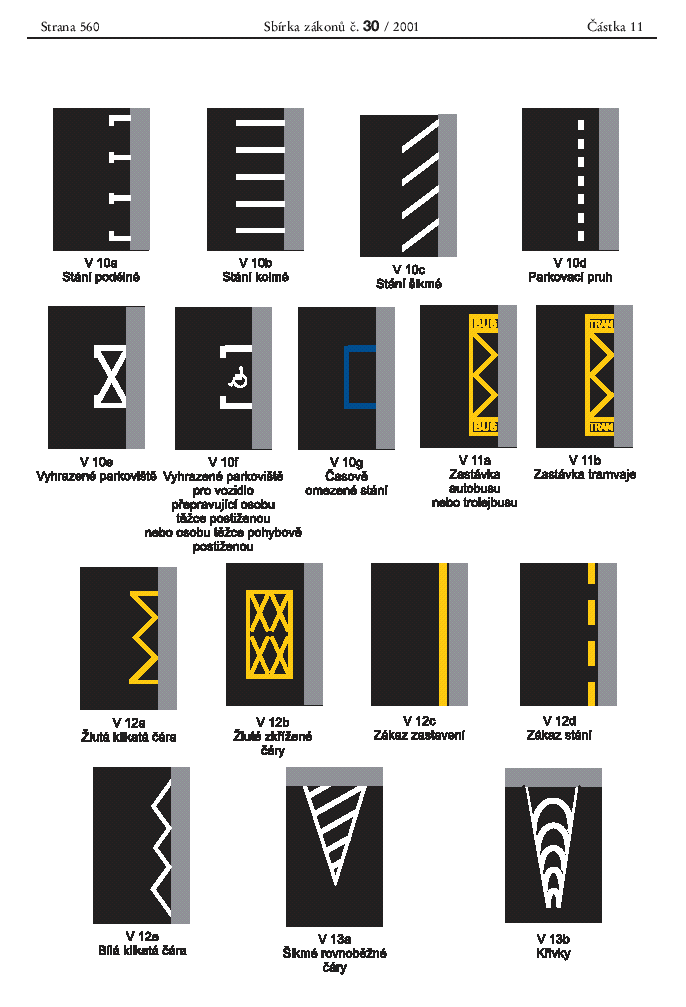
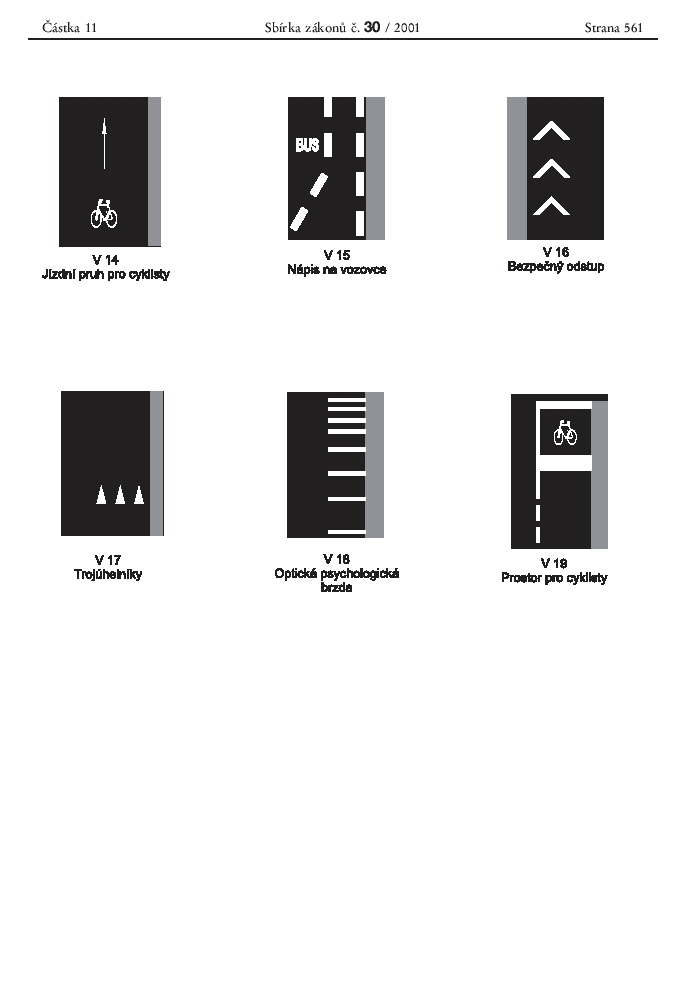
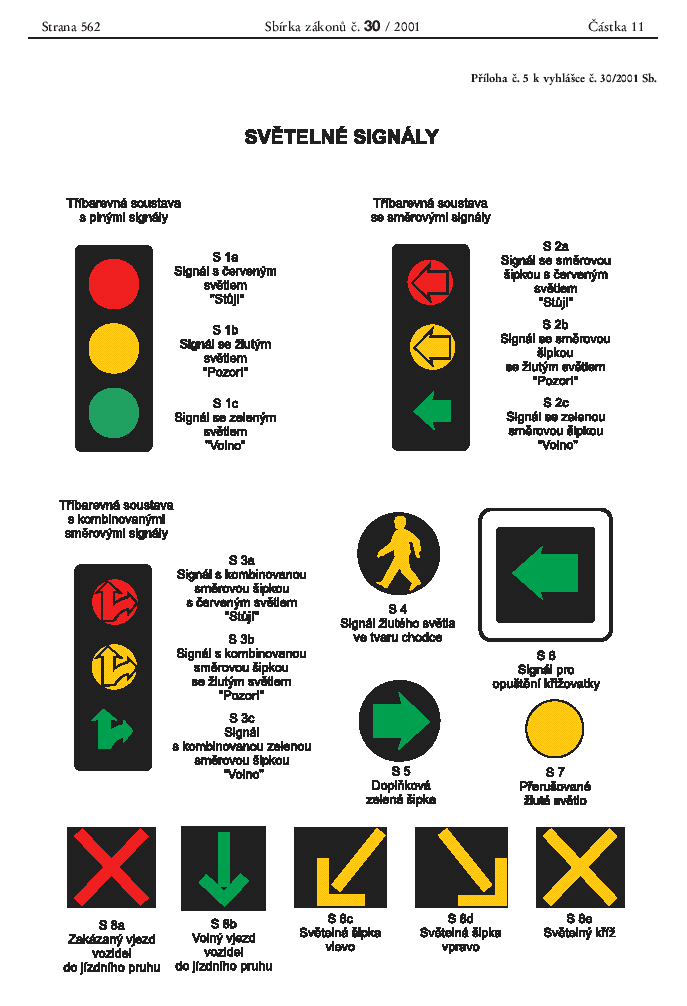
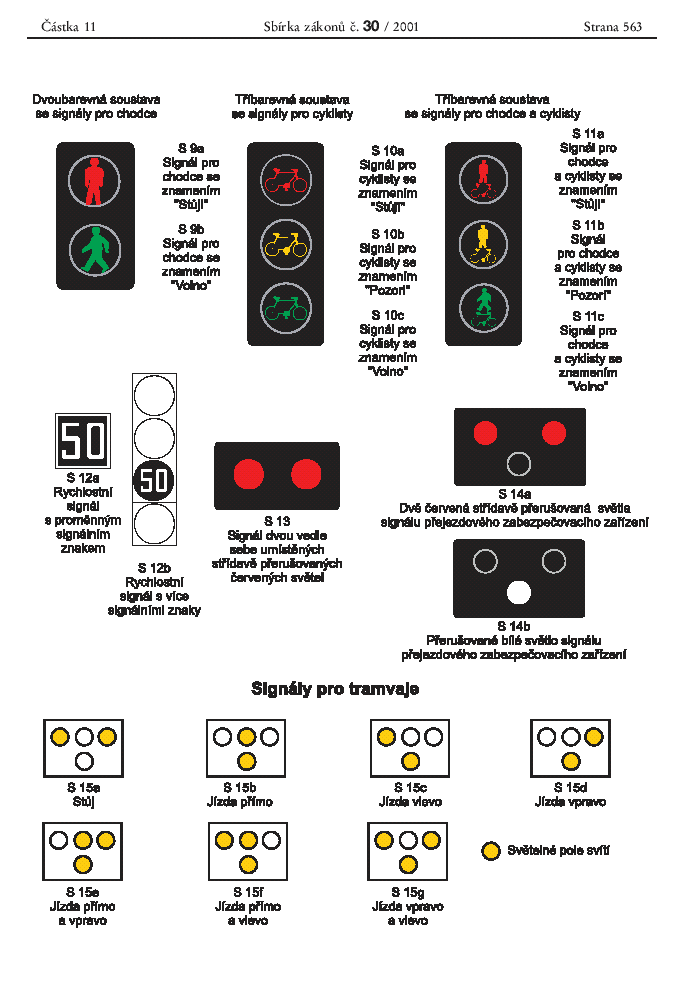
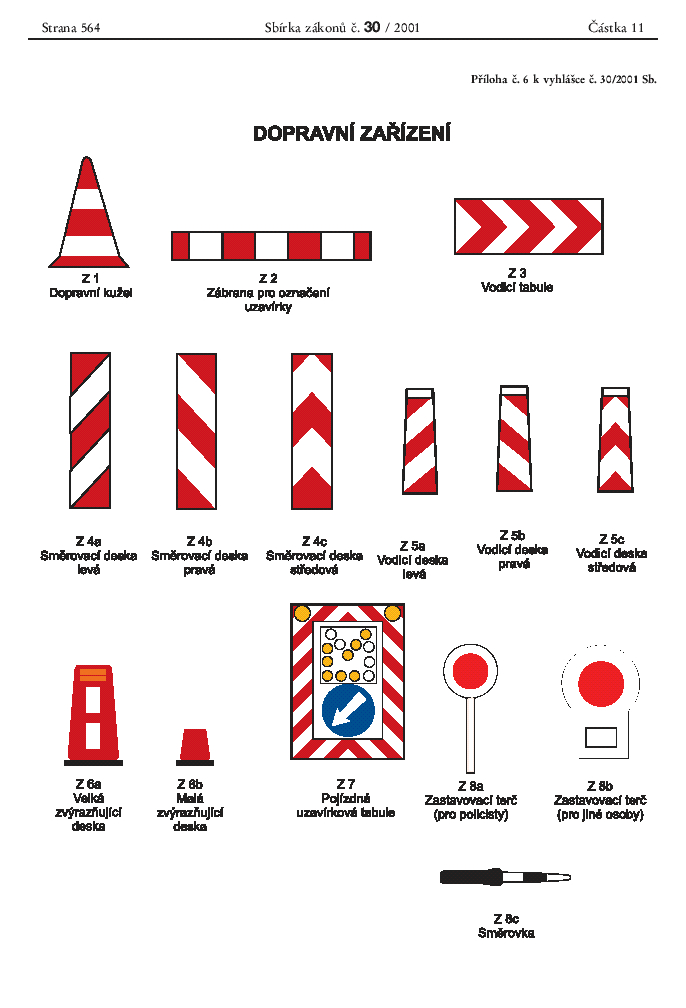
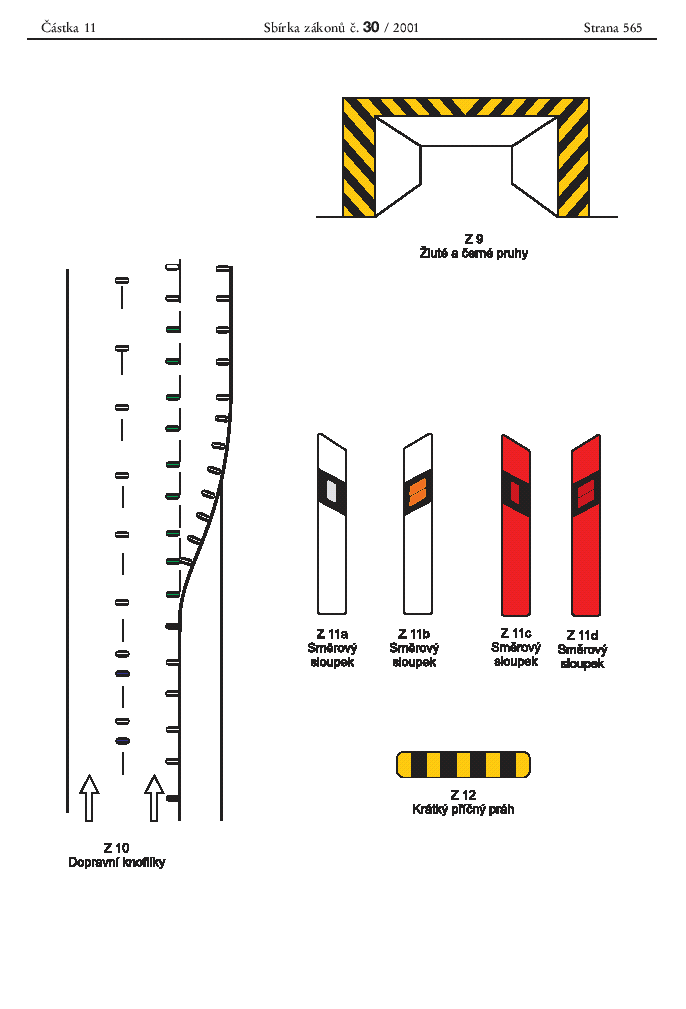
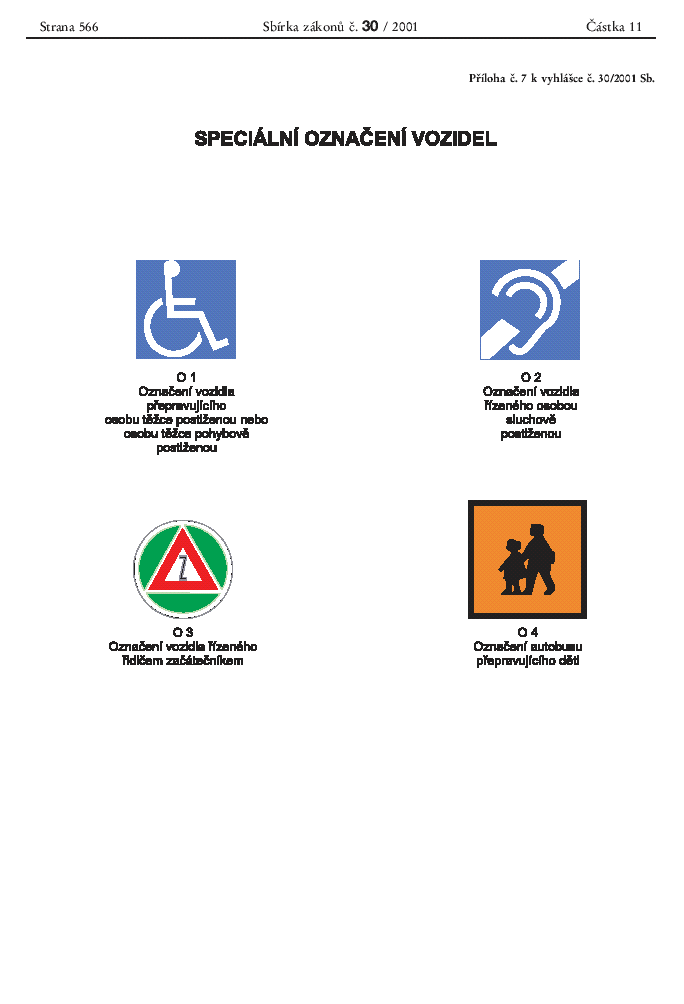
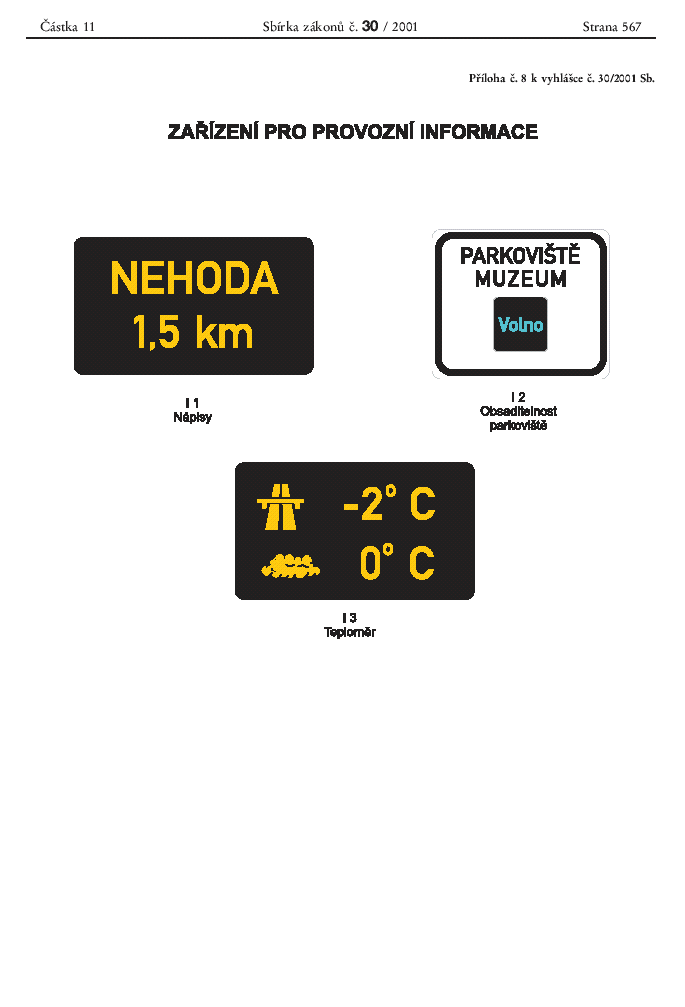

### Od 1. 5. 2004

IP 30 Státní hranice

Novelizační vyhláškou č. 176/2004 Sb. byla zavedena nová značka IP 30 „Státní hranice“ s hvězdami Evropské unie. 

### Od 1. 7. 2006
V souvislosti s většími změnami pravidel provozu (a zavedením bodového systému) opravila novelizační vyhláška č. 193/2006 Sb. chybné označení značky „Omezení v jízdním pruhu“ z "IP 21a" na "IP 21". Zavedeno bylo dopravní zařízení Z 5d „Vodící deska středová“ (odlišné barevné provedení od Z 5c), O 5, Označení vozidla praktického lékaře ve službě, a O 6, Vzor piktogramu upozorňujícího na povinnost používat zádržný bezpečnostní systém v některých typech autobusů. Žádná dopravní značka změněna ani zavedena nebyla.

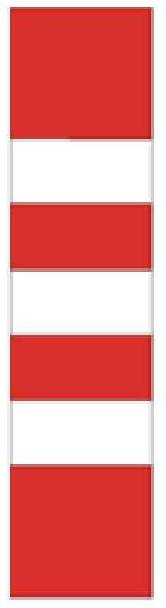
Z 5d Vodicí deska středová
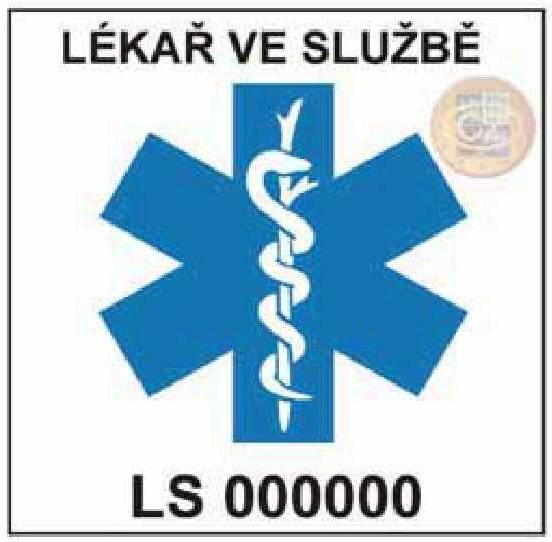
O 5 Označení vozidla praktického lékaře ve službě
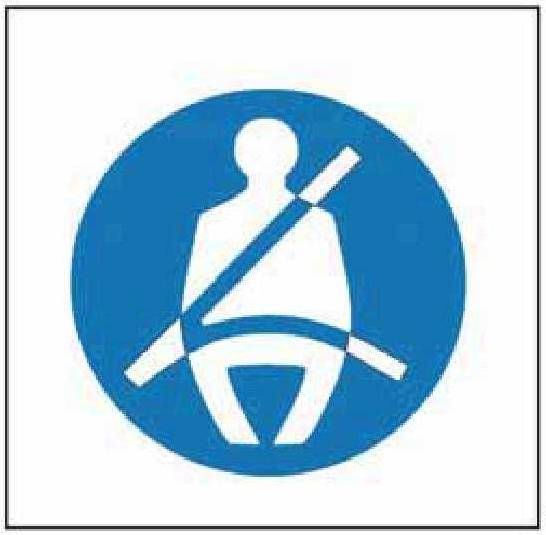
O 6 Povinnost používat zádržný bezpečnostní systém

### Od 1. 1. 2007
Novelizační vyhláška č. 507/2006 Sb. s účinností od 1. 1. 2007 zavedla a změnila několik dopravních značek v souvislosti se zavedením elektronického mýtného (IP 15c Mýtné, IP 15d Konec mýtného, IP 28a Zpoplatnění provozu, dodatkové tabulky E 11a Bez mýtného, E 11b Bez časového poplatku a mýtného, význam tabulky E 11 byl z „Bez poplatku“ změněn na „Bez časového poplatku“.
Zároveň byly zavedeny informativní značky IS 12c „Obec v jazyce národnostní menšiny“ a IS 12d „Konec obce v jazyce národnostní menšiny“.

IP 15c Mýtné
IP 15d Konec mýtného
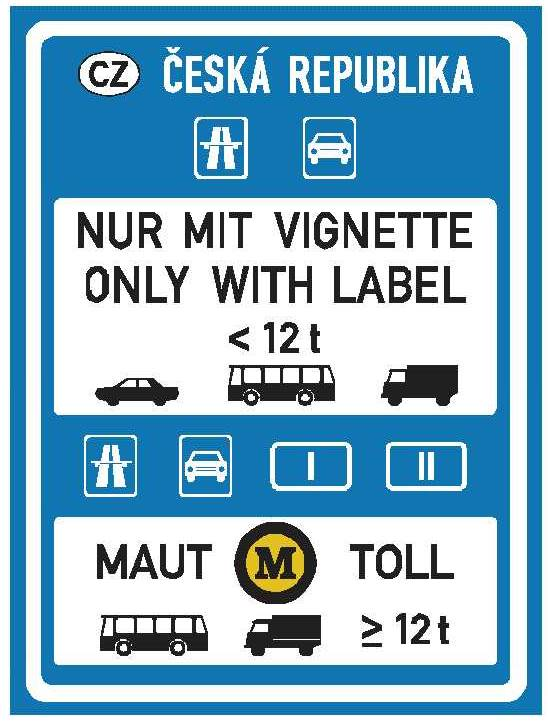
IP 28a Zpoplatnění provozu
E 11 Bez časového poplatku
E 11a Bez mýtného
E 11b Bez časového poplatku a mýtného
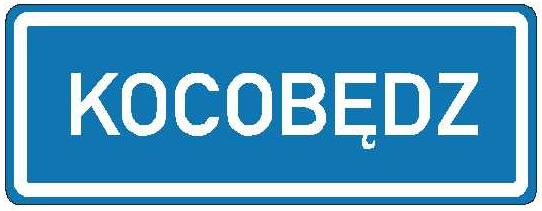
IS 12c Obec v jazyce národnostní menšiny
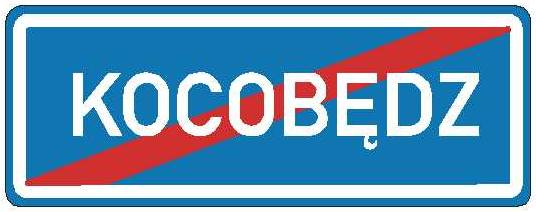
IS 12d Konec obce v jazyce národnostní menšiny

### Od 1. 7. 2008
Novelizační vyhláška č. 202/2008 s účinností od 1. 7. 2008 zavedla dopravní značku C 15a „Zimní výbava“ a C 15b „Zimní výbava – konec“, ukládající povinnost použít na motorových vozidlech od listopadu do dubna zimní pneumatiky. Vyhláška č. 91/2009 Sb. zkrátila s účinností od 21. dubna 2009 sezónní konec platnosti značky z konce dubna na konec března.

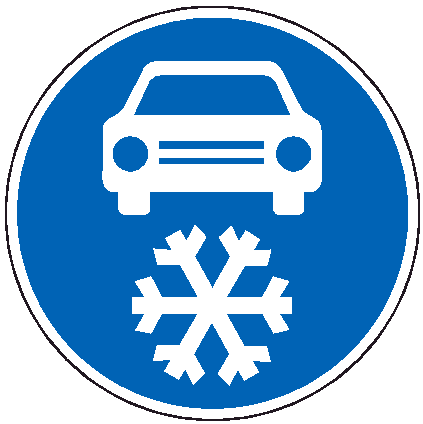
C 15a Zimní výbava
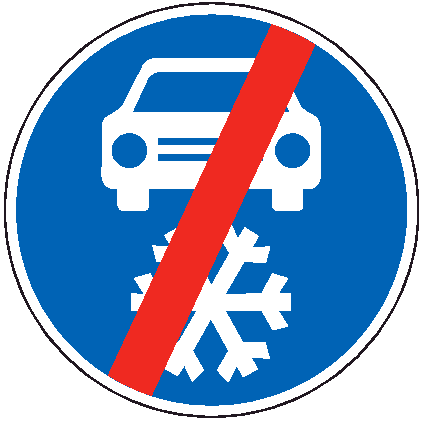
C 15b Zimní výbava – konec

### Od 1. 1. 2009 – měření rychlosti

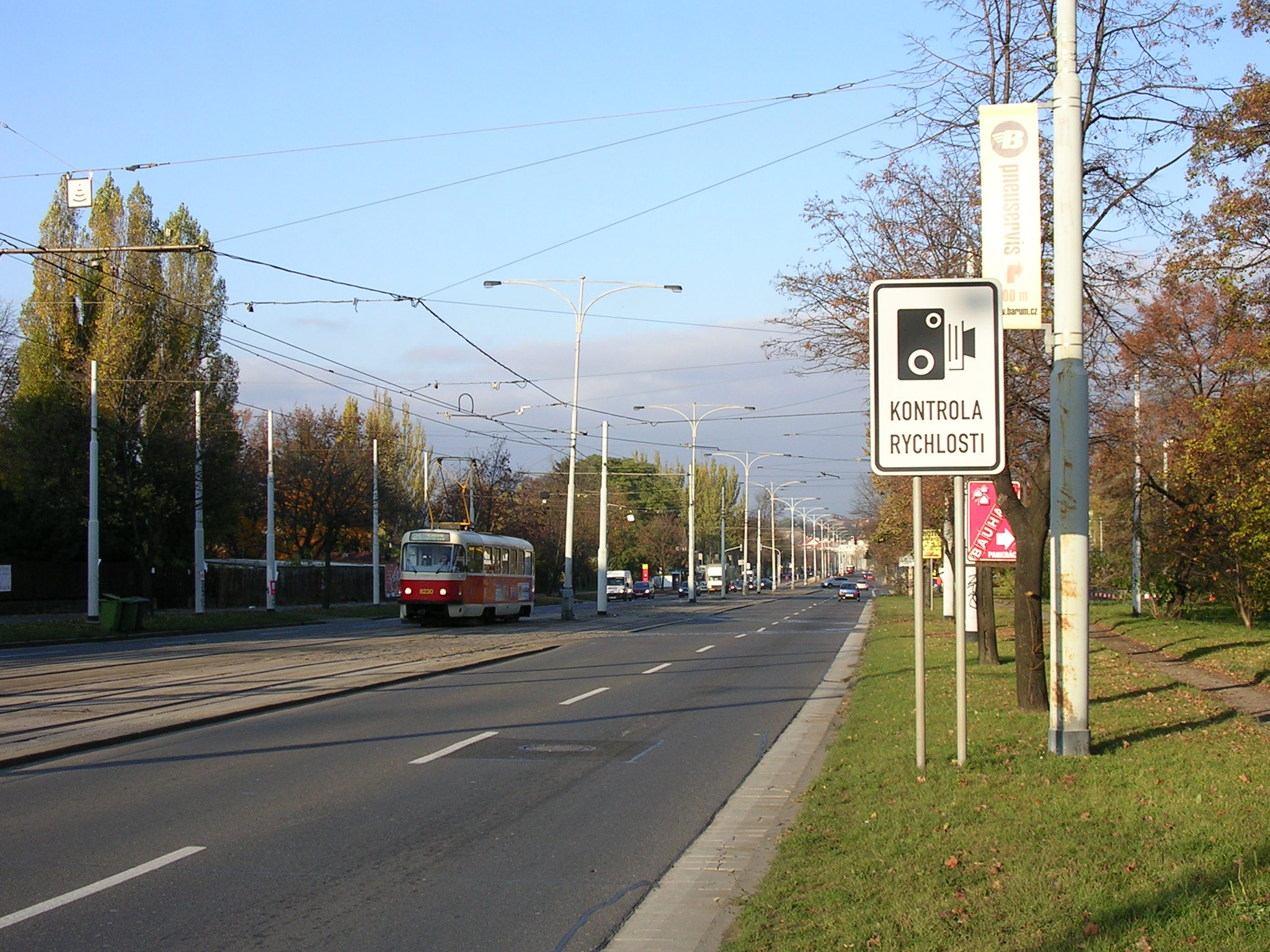
Podoba značky upozorňující na měření rychlosti používaná v Praze před přijetím novely zákona

Zákon č. 480/2008 Sb., tedy novela zákona o Policii České republiky účinná od 1. ledna 2009, která opravovala a doplňovala předchozí novelu účinnou k témuž datu, zároveň novelizovala i zákon č. 361/2000 Sb. tím, že na základě pozměňovacího návrhu od bezpečnostního výboru Poslanecké sněmovny (jehož předsedou byl František Bublan) zavedla nové znění § 79a o měření rychlosti vozidel. V odstavci 2 je popsána i dvojice nových dopravních značek: „Obecní policie může měřit rychlost výhradně v úseku určeném policií, jehož počátek je ve směru silničního provozu označen přenosnou dopravní značkou s vyobrazením kamery snímající rychlost a nápisem „MĚŘENÍ RYCHLOSTI“. Konec tohoto úseku je označen přenosnou dopravní značkou s tímto vyobrazením šikmo přeškrtnutým a nápisem „KONEC MĚŘENÍ RYCHLOSTI“.“
Ministerstvo dopravy však tyto značky nepřidalo do vyhlášky č. 30/2001 Sb., tedy nestanovilo přesněji grafickou podobu ani velikost značky. Koncem února 2009, tedy téměř pět měsíců po přijetí novely a téměř dva měsíce poté, co vstoupila v platnost, ministerstvo dopravy médiím sdělilo, že prováděcí vyhlášku připravuje a že cedule podle ní budou mít rozměry metr na metr a půl. Podle Deníků Bohemia se ministerstvo chystá stanovit dvě rozměrové varianty značky, 100×150 a 75×100 cm. Začátkem března mluvčí ministerstva dopravy Martin Kupka oznámil, že podobu značky stanoví ministerstvo na přelomu března a dubna. Praha označovala měřené úseky již před přijetím zákona.
Nový ministr dopravy Petr Bendl pak 2. března 2009 sdělil médiím svůj návrh zrušit tyto značky, v čemž ho podpořil i ministr vnitra Ivan Langer, který v rozhovoru s iDnes údajně řekl: „Značka byla výmysl parlamentu, já to respektoval a musel se s tím smířit.“ Za nesmyslnou označili značku i ředitel městské policie v Praze Ludvík Klema („Současný stav, kdy strážníci musí značky instalovat a policie nemusí, nemá logiku.“) nebo ředitel městské policie v Lázních Bohdaneč Pavel Řehoř („Konečně někomu došlo, jak nesmyslné ty značkou jsou. V obci prostě platí padesátka. Značka, že policie kontroluje její dodržování, je zbytečná“.)
Povinné používání těchto značek zrušil novelizační zákon č. 133/2011 Sb., vyhlášený v květnu 2011, s účinností od 1. srpna 2011.

### Od 21. 4. 2009
Novelizační vyhláška č. 91/2009 Sb. s účinností od 21. dubna 2009 zavedla několik dopravních značek a dopravních zařízení.

A 33 Pohyblivý most
IP 31a Měření rychlosti
IP 31b Konec měření rychlosti
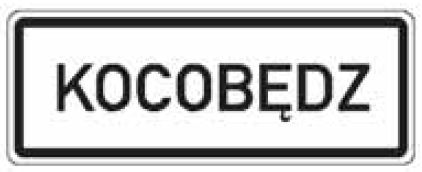
IS 12c Obec v jazyce národnostní menšiny (předchozí, modrobílá verze má být nahrazena do 6 měsíců, tj. do 21. října 2009.)
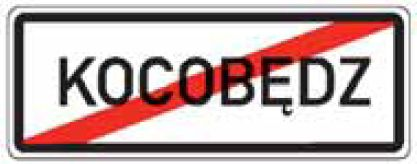
IS 12d Konec obce v jazyce národnostní menšiny (předchozí, modrobílá verze má být nahrazena do 6 měsíců, tj. do 21. října 2009)
IJ 16 Silniční kaple
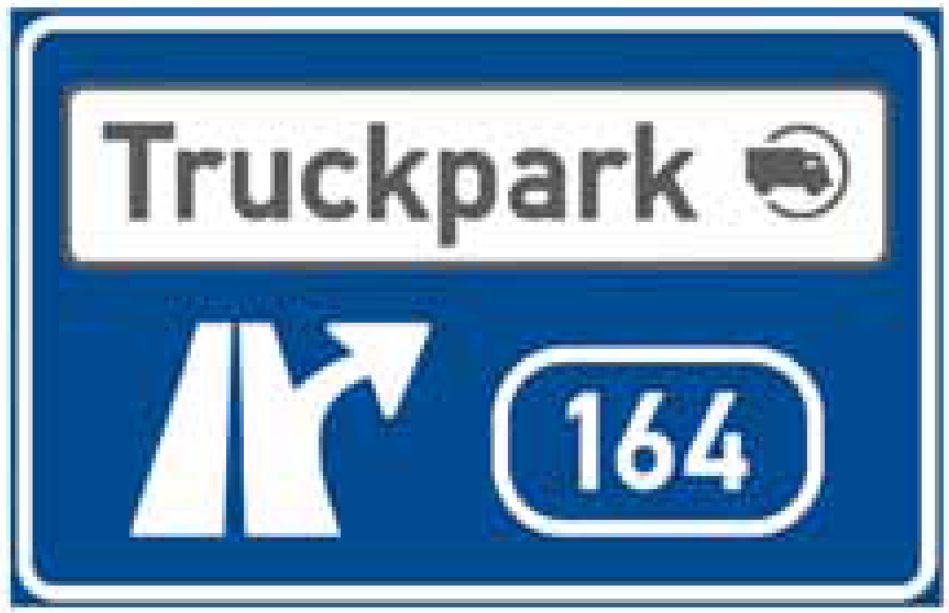
IJ 17a Truckpark
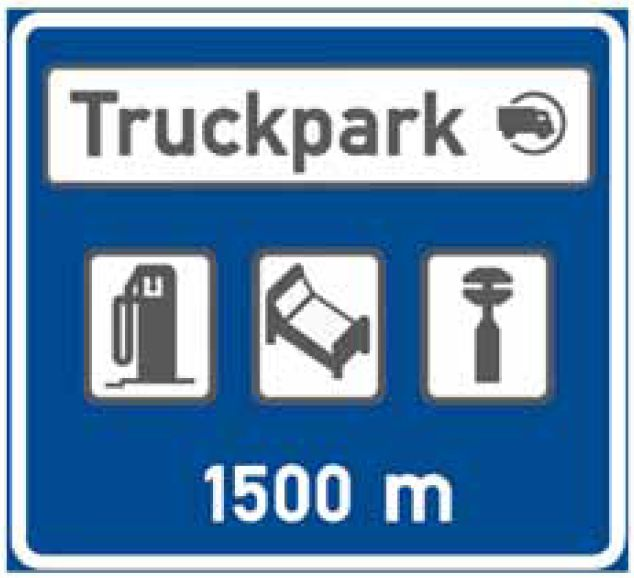
IJ 17b Truckpark
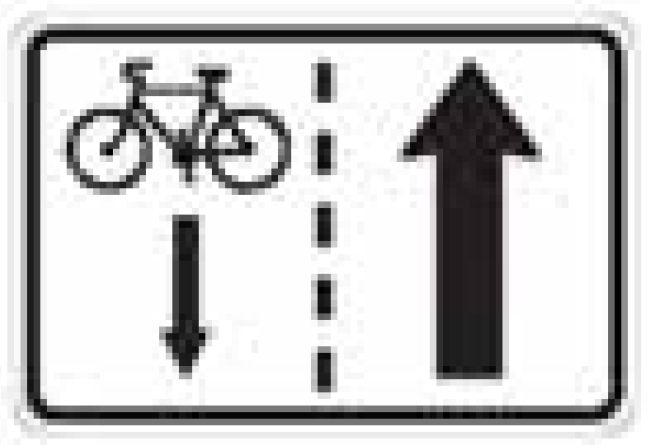
E 12 Jízda cyklistů v protisměru (dodatková tabulka „Text“ se přečíslovává na E 13)
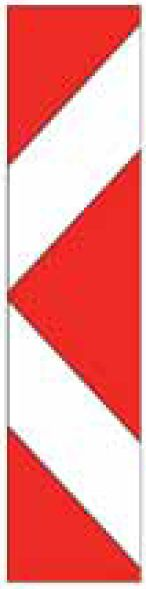
Z 4d Směrovací deska levá
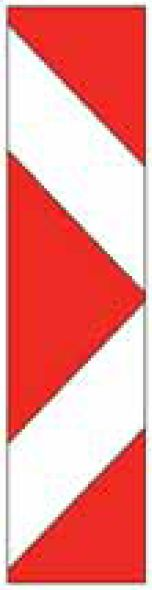
Z 4e Směrovací deska pravá
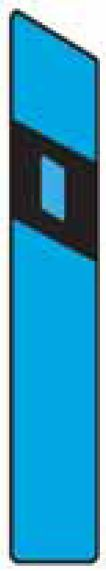
Z 11e Směrovací sloupek
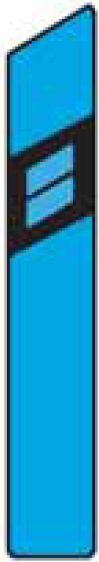
Z 11f Směrovací sloupek
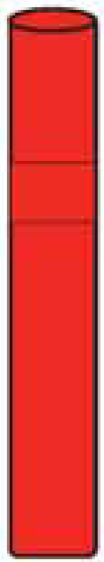
Z 11g Směrovací sloupek

### Od 14. 9. 2010
Novelizační vyhláška č. 247/2010 Sb. s účinností od 14. září 2010 zavedla několik dopravních značek, týkajících se stání K+R a cyklistického provozu.

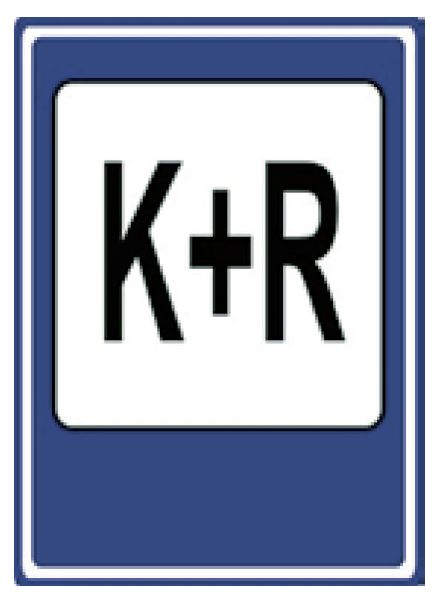
IP 13e Parkoviště K + R
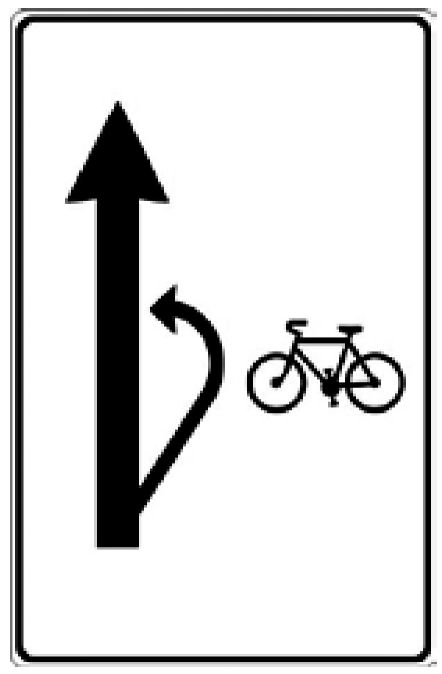
IS 10e Návěst doporučeného způsobu odbočení cyklistů vlevo
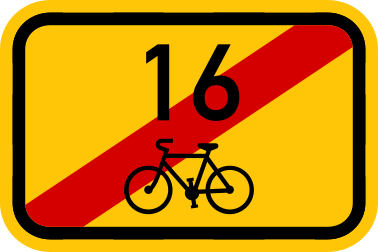
IS 21d Konec cyklistické trasy
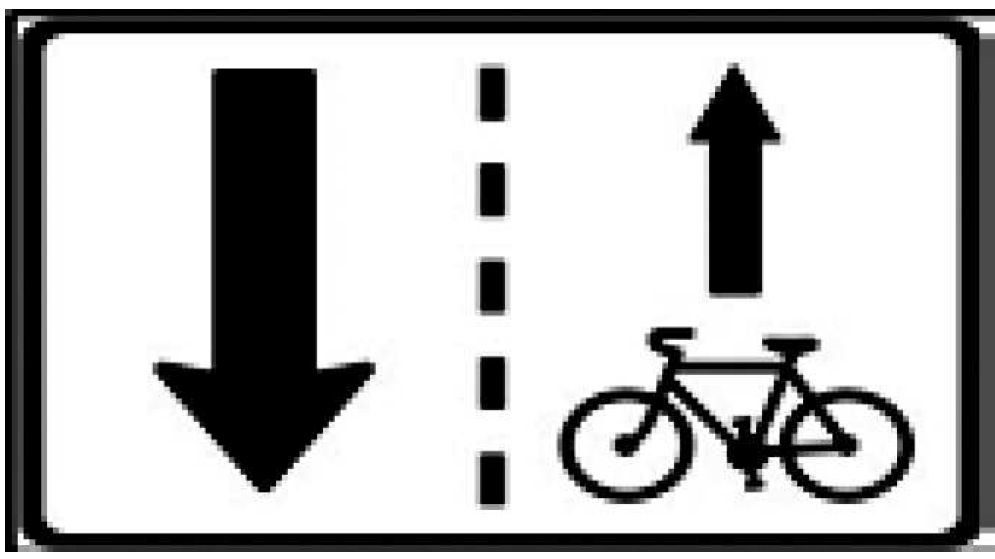
E 12b Vjezd cyklistů v protisměru povolen (umisťuje se ke značce B 2)
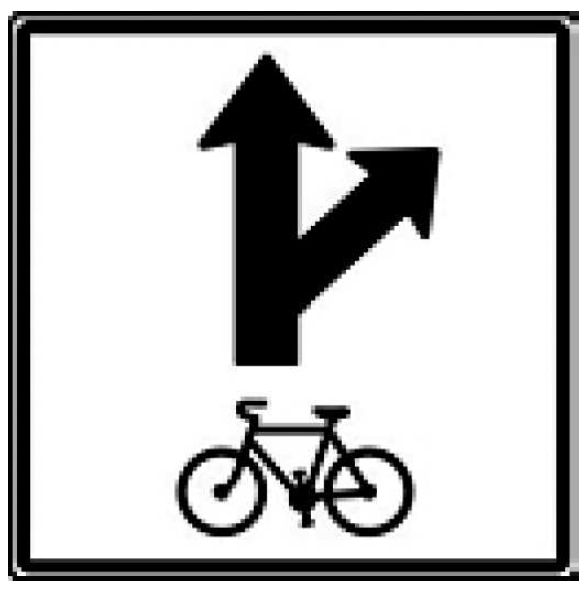
E 12c Povolený směr jízdy cyklistů
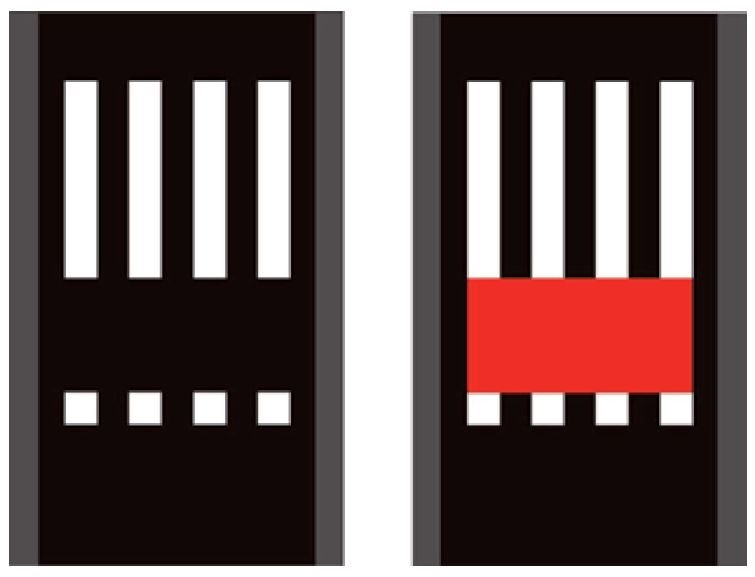
V 8b Přejezd pro cyklisty přimknutý k přechodu pro chodce (dosavadní značka přejezdu V 8 přečíslovaná na V 8a)
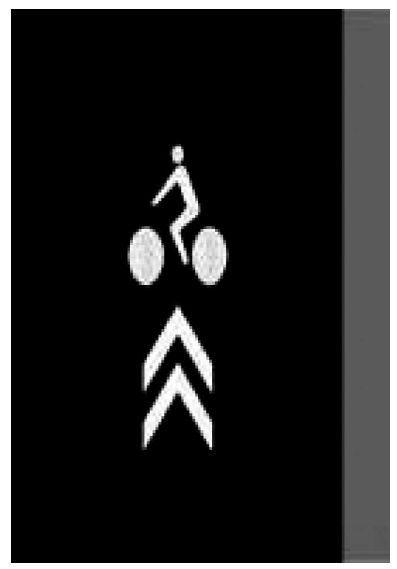
V 20 Piktogramový koridor pro cyklisty

### Od 1. 1. 2016
20. května 2015 poslalo ministerstvo dopravy do mezirezortního připomínkového řízení návrh nové prováděcí vyhlášky k pravidlům o silničním provozu, která by měla nahradit dosavadní vyhlášku 30/2001 Sb. 31. července 2015 zveřejnilo vypořádání připomínek a verzi postoupenou Legislativní radě vlády. 9. listopadu 2015 vyhláška vyšla pod číslem 294/2015 Sb., účinnosti nabývá 1. ledna 2016. Značky umístěné před účinností této vyhlášky, které svým provedením neodpovídají nové vyhlášce, pozbývají platnosti až 31. prosince 2025.

#### Struktura vyhlášky
- K nejzásadnější změně dochází ve formě zpracování vyhlášky – obrazová a textová část příloh je sloučena, takže význam a užití dopravních značek jsou uvedeny přímo u jejich vyobrazení, čísla a názvu, a související dopravní značky jsou zmiňovány svými názvy, nikoliv svými čísly.
- Nově je zařazena příloha s doporučenými piktogramy turistických a dopravních cílů a typů vozidel a kategorií chodců.

#### Změny číslování
- V rámci informativních svislých dopravních značek je nově vyčleněna skupina zónových dopravních značek, kam jsou ze skupiny informativních značek provozních přeřazeny značky dálnice, silnice pro motorová vozidla, tunelu, zóny s dopravním omezením a pěší a obytné zóny (nově je zavedena značka „emisní zóna“), z kategorie informativních značek směrových pak značky ohraničující zastavěnou část obce.
- U ostatních dopravních značek a dopravních zařízení je v maximální míře zachováno číslování z vyhlášky 30/2001 Sb., a to i za tu cenu, že číslování v nové vyhlášce není souvislé.
- informativní značky IP 15c Mýtné a IP 15d Konec mýtného nově pouze jako dodatkové tabulky E 11d S mýtným a E 11c Bez mýtného
- A 12 → A 12b Děti (v souvislosti se zavedením značky A 12a Chodci)
- B 3a → B 3 Zákaz vjezdu všech motorových vozidel s výjimkou motocyklů bez postranního vozíku (v souvislosti se zrušením značky B 3b Zákaz vjezdu osobních automobilů)
- IP 28 Nejvyšší dovolené rychlosti ve verzi z 31. 7. 2015 přečíslována na IP 28b
- IS 1, 2, 3 Směrové šipky: přečíslování variant, již nejsou rozlišeny podle počtu cílů, ale podle směru (přímo, vlevo nebo vpravo)
- IS 10e Návěst doporučeného způsobu odbočení cyklistů vlevo → provedení značky změněno na černožluté a značka je uvedena jen jako možná varianta značky IS 20 Návěst před křižovatkou pro cyklisty
- IS 16b a IS 16c Silnice I. třídy a IS S6d Silnice II. třídy sloučeny do IS 16b Číslo silnice
- E 11 → E 11a Bez časového poplatku
- E 11b → E 11e Bez časového poplatku a mýtného
- Zařízení pro provozní informace: písmeno I v označeních nahrazeno skupinou ZPI
- V 7 → V 7a Přechod pro chodce (v souvislosti se zavedením značky Místo pro přecházení)
- V 13a → V 13 Šikmé rovnoběžné čáry (v souvislosti se zrušením značky Křivky)

#### Přejmenování
- A 4 Pozor, kruhový objezd → Křižovatka s kruhovým objezdem
- A 7b Zpomalovací práh, A 11 Přechod pro chodce, A 21 Tunel: vypuštěno slovo „Pozor“
- A 15 Práce → Práce na silnici
- A 18 Padající kamení → Kamení na vozovce
- B 19 Zákaz vjezdu vozidel přepravujících náklad, který může způsobit znečištění vody → Zákaz vjezdu vozidel přepravujících náklad, který může způsobit ohrožení životního prostředí
- B 33 Zákaz vjezdu motorových vozidel s přívěsem → Zákaz vjezdu motorových vozidel s přípojným vozidlem
- C 9a a C 10a Stezka pro chodce a cyklisty → C 9a Stezka pro chodce a cyklisty společná a C 10a Stezka pro chodce a cyklisty dělená, obdobně ukončovací značky C 9b a C 10b
- IP 22 Změna místní úpravy → Změna organizace dopravy
- IS 1: od značky Směrová tabule pro příjezd k dálnici odlišena varianta Směrová tabule před nájezdem na dálnici. Názvy variant značek se již neliší podle počtu cílů, ale podle směru (přímo, vlevo nebo vpravo).
- IS 2: od značky Směrová tabule pro příjezd k silnici pro motorová vozidla odlišena varianta Směrová tabule před nájezdem na silnici pro motorová vozidla. Názvy variant značek se již neliší podle počtu cílů, ale podle směru (přímo, vlevo nebo vpravo).
- IS 3: Směrová tabule (s jedním cílem) a Směrová tabule (s dvěma cíli) mají nově společný název Směrová tabule s cílem, názvy varianty značek se nově liší podle směru (přímo, vlevo nebo vpravo)
- IS 6a až IS 6g: dosavadní společný název Návěst před křižovatkou ponechán jen variantě IS 6b, do níž jsou zahrnuty obdoby dosavadních variant IS 6b a IS 6c; odlišena IS 6a Označení křižovatky, ostatní varianty byly v návrhu přejmenovány na Návěst v křižovatce, ve vydané vyhlášce pak IS6d zůstává název Návěst před křižovatkou, další jsou IS 6e Směrová návěst pro směr přímo, IS 6f a IS 6g Směrová návěst před odbočením
- IS 7a Výjezd → Směrová návěst pro odbočení
- IS 7b Výjezd → Směrová tabule pro výjezd
- IS 8a Dálková návěst → Dálková návěst s šipkou
- IS 8a Dálková návěst → Dálková návěst se vzdálenostmi
- IS 9a Návěst před křižovatkou → Návěst před úrovňovou křižovatkou
- IS 9b Návěst před křižovatkou → Návěst před okružní křižovatkou
- IS 9c až IS 9e Návěst před křižovatkou → Návěst před křižovatkou s omezením
- IS 10e Návěst doporučeného způsobu odbočení cyklistů vlevo → provedení značky změněno na černožluté a značka je uvedena jen jako možná varianta značky IS 20 Návěst před křižovatkou pro cyklisty (v návrhu z května 2015 bylo navrženo jen přejmenování na Návěst přikázaného způsobu odbočení cyklistů vlevo, nynější řešení bylo obsaženo již v návrhu z 31. července 2015 na základě připomínkového řízení)
- IS 16a Dálnice → Číslo dálnice
- IS 16b a IS 16c Silnice I. třídy a IS S6d Silnice II. třídy sloučeny do IS 16b Číslo silnice
- IS 17 Silnice pro mezinárodní provoz → Číslo silnice pro mezinárodní provoz
- IS 19 Směrová tabule pro cyklisty: názvy varianty značek se nově liší podle směru (přímo, vlevo nebo vpravo) místo dosavadního rozlišení podle počtu cílů
- IJ 4a, IJ 4b Zastávka → Označník zastávky
- IJ 17b Truckpark → Návěst před truckparkem
- E 5 Celková hmotnost → Největší povolená hmotnost
- E 6 Za mokra → Za mokra (za deště)
- E 7a Směrová šipka → Směrová šipka pro směr přímo
- E 7b Směrová šipka → Směrová šipka pro odbočení
- E 13 Text → Text nebo symbol
- V 10g Časově omezené stání → Omezené stání
- Z 4a Směrovací deska levá → Směrovací deska se šikmými pruhy se sklonem vlevo
- Z 4b Směrovací deska pravá → Směrovací deska se šikmými pruhy se sklonem vpravo
- Z 4c Směrovací deska středová → Směrovací deska středová
- Z 4d Směrovací deska levá → Směrovací deska se šipkou doleva
- Z 4e Směrovací deska pravá → Směrovací deska se šipkou doprava
- Z 5a Vodicí deska levá → Vodicí deska se šikmými pruhy se sklonem vlevo
- Z 5b Vodicí deska pravá → Vodicí deska se šikmými pruhy se sklonem vpravo
- Z 5c Vodicí deska středová → Vodicí deska středová se šikmými pruhy
- Z 5d Vodicí deska středová → Vodicí deska středová s vodorovnými pruhy
- Z 11a–g Směrovací sloupek → Směrový sloupek. Odstraněn rozpor, kdy část sloupků byla označena Směrový sloupek a varianty přidané vyhláškou 91/2009 Sb. Směrovací sloupek. Dosavadní nespecifický název nahrazen rozlišením v závorce, například Směrový sloupek bílý pravý nebo Směrový sloupek červený kulatý.

#### Změny významu nebo použití
- A 13 Zvířata: možno alternativně použít i jiný určený symbol zvířete. Příloha č. 7 k vyhlášce č. 294/2015, stanovící určené symboly, obsahuje v kapitole 2 (Druhy vozidel a skupiny chodců) obrázek koně ve významu „koně“ a obrázek žáby ve významu „obojživelníci“, kapitolu symbolů zvířat příloha neobsahuje.
- A 14 Zvěř: možno alternativně použít i jiný určený symbol volně žijícího živočicha. Příloha č. 7 k vyhlášce č. 294/2015, stanovící určené symboly, obsahuje v kapitole 2 (Druhy vozidel a skupiny chodců) obrázek koně ve významu „koně“ a obrázek žáby ve významu „obojživelníci“, kapitolu symbolů volně žijících živočichů příloha neobsahuje.
- B 4 Zákaz vjezdu nákladních automobilů se v základní variantě nově vztahuje i na nákladní automobily s nejvyšší povolenou hmotností pod 3,5 tuny.
- B 22a Zákaz předjíždění pro nákladní automobily nově zakazuje nákladním automobilům o nejvyšší povolené hmotnosti nad 3,5 tuny i jakoukoliv jízdu v jiném než pravém pruhu, s výjimkou objíždění. Značka se ovšem ani nadále nevztahuje na tahače přívěsu nebo návěsu, speciální automobily ani nákladní přívěsy a návěsy.
- C 1 Kruhový objezd: zrušena povinnost doplnit značkou „Dej přednost v jízdě!“ nebo „Stůj, dej přednost v jízdě!“, nově umožněno použití se značkou „Hlavní pozemní komunikace“ nebo teoreticky bez určení přednosti v jízdě, tedy s předností zprava. Poté, co se proti této změně zvedl odpor v médiích, vydalo v dubnu 2016 ministerstvo dopravy k vyhlášce metodický pokyn, ve kterém se konstatuje, že v naprosté většině případů je nezbytné umístit ke značce „Kruhový objezd“ také značky upravující přednost, protože je třeba vzít v potaz skutečnost, že přednost vozidel nacházejících se na kruhovém objezdu je širokou veřejností vnímána jako standardní a samozřejmá a navíc by se při neumístění zmiňovaných značek mohl kruhový objezd při vyšším provozu ucpávat, přičemž zákon o silničním provozu stanovuje podmínku, že značením nesmí být ohrožena bezpečnost a plynulost provozu na pozemních komunikacích. Ministr dopravy Ťok k tomu uvedl: „Mrzí mě, že k takovým nejasnostem vůbec došlo. Úředníci dávali do pořádku vyhlášku k silničnímu zákonu a bohužel u některých částí vznikly nejasnosti až po uvedení do praxe.“[9]
- C 7a Stezka pro chodce: nově umožněno využití stezky i osobou na osobním přepravníku.
- C 8a Stezka pro cyklisty: nově umožněno využití stezky i osobou na osobním přepravníku a naopak vypuštěna možnost užití osobou na lyžích (avšak ponechány kolečkové brusle a obdobné sportovní vybavení).
- C 15a Zimní výbava: základní varianta značky nově platí celoročně („bez ohledu na datum“), nikoliv už jen od 1. listopadu do 31. března
- IP 20a Vyhrazený jízdní pruh: nově by měl být určen pro všechny autobusy (tedy včetně nelinkových) a pro všechna vozidla linkové dopravy (včetně těch, která nejsou autobusy)
- IS 10e Návěst doporučeného způsobu odbočení cyklistů vlevo → provedení značky změněno na černožluté a značka je uvedena jen jako možná varianta značky IS 20 Návěst před křižovatkou pro cyklisty (podle návrhu z května 2015 měla být značka v původním provedení přejmenována na Návěst přikázaného způsobu odbočení cyklistů vlevo, v připomínkovém řízení bylo toto řešení zavrženo)
- E11a až E11f: význam a použití značek ohledně časového poplatku a mýtného reflektují legislativní změny
- IS 16b a IS 16c Silnice I. třídy a IS S6d Silnice II. třídy sloučeny do IS 16b Číslo silnice. Podle návrhu z května 2015 již neměly označovat třídu silnice, na základě připomínkového řízení bylo rozlišení třídy silnice do vráceno v podobě textového komentáře k významu značky: první třída je definována číselnou řadou 1–99, druhá třída trojciferným číslem, označení silnic třetí třídy se podle tohoto komentáře na značce „zpravidla nepoužívá“.
- IJ 4a Zastávka: nově lze značku použít pro jakoukoliv (silniční) linkovou osobní dopravu, nikoliv jen pro MHD. Není však již zmíněna možnost použití pro zastávku tramvaje nebo trolejbusu.
- IJ 4b Zastávka: popis podoby značky nově zmiňuje možnost použití symbolu trolejbusu, ačkoliv má být značka používána jen pro „linkovou osobní dopravu“.
- IJ 4c, d, e Zastávka autobusu, tramvaje, trolejbusu: zmizelo omezení případů použití těchto značek na „odůvodněné případy“

#### Změny podoby dopravních značek
- A 33 Pohyblivý most: zobrazení vody dvěma odstíny modré nahrazeno černými vlnovkami

- A 18 Kamení na vozovce (původně Padající kamení): už nemůže být stranově obrácená

- B 4 Zákaz vjezdu nákladních automobilů – omezení celkovou hmotností se nově uvádí přímo na značce, změna významu základní varianty značky

- B 17 Zákaz vjezdu vozidel nebo souprav vozidel, jejichž délka přesahuje vyznačenou mez. Ve vzoru značky zvětšeno písmo.

- B 27 Povinnost zastavit vozidlo: ve vyhlášce uveden jiný vzor této variantní značky

- B 32 Jiný zákaz: ve vyhlášce uveden jiný vzor této variantní značky, zmíněny další možnosti textu. Zatímco dosud (v návaznosti na vzor z vyhlášky 99/1989 Sb. i na dosud platný vzor značky Jiný příkaz) se obvykle používal text psaný malými písmeny s počátečním písmenem velkým, nový vzor uvádí text PRŮJEZD ZAKÁZÁN celý velkými písmeny.

- IP 1 Okruh: místo dosavadní „turistické značky“ použit nový symbol (à la Saturnův prstenec). Na značce nebo dodatkové tabulce lze uvést číslo nebo název okruhu, přičemž číslování okruhů je na vzoru nově provedeno arabským číslem místo dosavadních římských čísel. Základní vzor značky je modrobílý, avšak podle doprovodného textu může být barevné provedení odlišné od vyobrazení. Vzor uvádí černobílé provedení, v návrzích vyhlášky bylo jako vzor alternativy uvedeno zelenobílé provedení. Změna směru okruhu již není ve vyhlášce uvedena jako samostatná dopravní značka, ale pro vyznačení se mají používat dodatkové tabulky v podobě směrové šipky.

- U značky IP 12 Vyhrazené parkoviště ani u vodorovné značky V 10e Vyhrazené parkoviště již není výslovně zmíněna možnost vyhradit parkoviště pro vozy taxislužby. U značky IJ 4a Označník zastávky tato možnost zůstává zmíněna, a chybný termín „zastávka taxislužby“ v popisu významu této varianty značky byl opraven na „stanoviště vozidel taxislužby“. Obdobně i u značky IJ 4c zastávka. Nově byla možnost nápisu TAXI zmíněna u vodorovné značky zastávky V 11a.

- IZ 1a a IZ 1b Dálnice (původně IP 14a a IP 14b) se mění z modré na zelenou a z obdélníkové na čtvercovou

- IZ 2a a IZ 2b Silnice pro motorová vozidla (původně IP 15a a IP 15b) se mění z obdélníkové na čtvercovou

- IZ 8a a IZ 8b (ve vyhlášce 30/2001 Sb. IP 25a a IP 25b, v květnovém návrhu vyhlášky IZ 5a a IZ 5b, v červencovém návrhu vyhlášky IS 7a a IS 7b) Zóna s dopravním omezením: nově umožněna i čtvercová varianta

- IP 28 (nově IP 28b) Nejvyšší dovolené rychlosti a IP 28a Zpoplatnění provozu reflektují schválené změny zákonů

- Na směrových tabulích pro příjezd k dálnici (IS 1) je symbol dálnice zelený. Nově je zmíněna i varianta, že je symbol dálnice použit na značce samostatně bez uvedení cíle.

- Směrové tabule pro příjezd k silnici pro motorová vozidla (IS 2) mají mít nově modrý podklad místo zeleného; symbol silnice pro motorová vozidla se před nájezdem na ni použije současně s číslem této silnice

- vzory směrových šipek IS 1 až IS 4 jsou voleny odlišně, provedení značek zůstává v zásadě stejné, lehce se liší některé proporce

- návěsti IS6 až IS 7:
  - mění se grafické provedení čísla exitu (více odsazené od symbolu a už ne v podobě indexu, v některých případech bez druhého orámování)
  - zaveden nový symbol pro dálniční uzel
  - na návěsti před křižovatkou a návěsti v křižovatce se důsledněji používají čísla silnic
  - na návěsti před křižovatkou a návěsti v křižovatce se důsledněji používá číslo exitu (nástavec s označením křižovatky)
  - na návěstech v křižovatce se pro odbočující směr používá pouze barva kategorie odbočující komunikace
  - pro silnice pro motorová vozidla se používá modrý podklad místo dosavadního zeleného (i na dalších směrových značkách)

- IS 9c až IS 9e Návěst před křižovatkou s omezením: drobné grafické změny vzorů (proporce, dotažení komunikací k okrajům značky, na IS 9e použita mírně odlišná situace atd.)

- IS 10c Návěst změny směru jízdy: drobné grafické změny vzorů (proporce)

- IS 14 Hranice územního celku: ve vzoru značky vyrovnána velikost písma obou řádků

- IS 16b Číslo silnice: přidána varianta značky s přerušovaným rámečkem pro vyznačení směru k dané silnici.
- IS 18a Kilometrovník: mírná změna tvaru značky, zmenšen poměr stran obdélníku

- IS 19 Směrové tabule pro cyklisty, IS 20 Návěst před křižovatkou pro cyklisty: provedení beze změny, ve vzorech však provedeny drobné změny textu (číslo cyklotrasy, ve verzi návrhu z května 2015 neexistující Luneč místo obce Luleč, v návrhu z července 2015 vráceno zpět)
- IS 10e Návěst doporučeného způsobu odbočení cyklistů vlevo → IS 20 Návěst před křižovatkou pro cyklisty (varianta)

- IJ 4a Zastávka: zatímco dříve měl být ve značce uveden symbol vozidla hromadné dopravy osob, nová vyhláška uvádí, že „ve značce může být uveden symbol vozidla, popřípadě logo nebo název dopravního systému nebo provozovatele linkové osobní dopravy“. Samostatně zmíněna je i nadále varianta této značky s nápisem TAXI.
- IJ 4b Zastávka: i nové znění vyhlášky připouští více možností, co může ve značce být: zůstávají možnosti uvést ve značce nápis ZASTÁVKA nebo symbol autobusu, přibyla možnost uvést ve značce symbol trolejbusu nebo název zastávky, popřípadě logo nebo název dopravního systému nebo provozovatele linkové osobní dopravy (podle dosavadní vyhlášky bylo možno uvést ve značce „údaj o provozovateli linkové osobní dopravy“).
- E 12a Jízda cyklistů v protisměru a E 12b Vjezd cyklistů v protisměru povolen: mírně mění grafické provedení (změněny proporce, zrušena přerušovaná čára).

- V 2a dosud mohly být mezery dvojnásobné až čtyřnásobné délky než úsečky, nově jen dvojnásobné
- V 2b dosud mohly být úsečky stejné až čtyřnásobné délky než mezery, nově jen stejné nebo dvojnásobné
- V 8a a V 8b Přejezd pro cyklisty, V 14 Jízdní pruh pro cyklisty: není již zmíněna možnost červeného nebo jiného zvýraznění plochy

- V 11a a V 11b Zastávka autobusu nebo trolejbusu, Zastávka tramvaje: v květnové verzi návrhu byly značky vyobrazeny ve žluté variantě a nebyla již zmíněna možnost bílého provedení značky; v červencové verzi návrhu naopak byly značky vyobrazeny v bílé variantě a nebyla zmíněna možnost žlutého provedení. Ani jedna z těchto změn není v důvodové zprávě zmíněna či odůvodněna.

- V 11a Zastávka autobusu nebo trolejbusu: nově zavedena varianta s nápisem TAXI pro stanoviště vozidel taxislužby. Tato možnost naopak již není výslovně uváděna u značky V 10e Vyhrazené parkoviště.

- Z4a až Z4e Směrovací deska, přestalo být možné bílou barvu nahradit retroreflexní žlutozelenou fluorescenční barvou
- Z 10 Dopravní knoflíky: zrušena možnost použití zelených knoflíků pro oddělení odbočovacího nebo připojovacího pruhu nebo úseků v průpletu

#### Zrušené značky

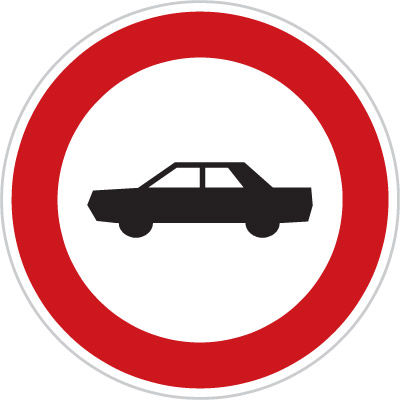
B 3b Zákaz vjezdu osobních automobilů
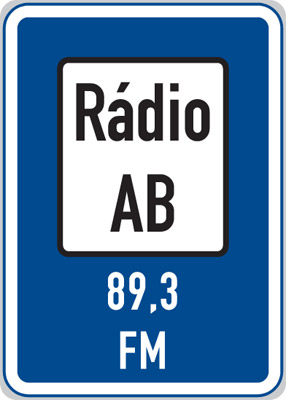
IJ 15 Dopravní vysílání
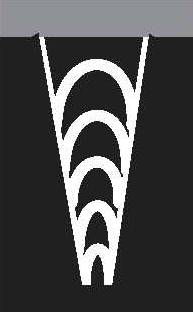
V 13b Křivky

V květnové verzi návrhu byly vypuštěny i dopravní značky:
- IP 19 Řazení v jízdních pruzích
- E 8d a E 8e Úsek platnosti

Ty byly do červencové verze na základě připomínek opět vráceny.
V květnové i červencové verzi návrhu byly vypuštěny i dopravní značky
- IP 31a Měření rychlosti
- IP 31b Konec měření rychlosti

Povinnost používat tyto značky byla zrušena již zákonem č. 133/2011 Sb. s účinností od 1. srpna 2011. Ve schváleném znění vyhlášky č. 294/2015 Sb. však obě tyto značky zůstaly obsaženy.

#### Nové dopravní značky

A 12a Chodci
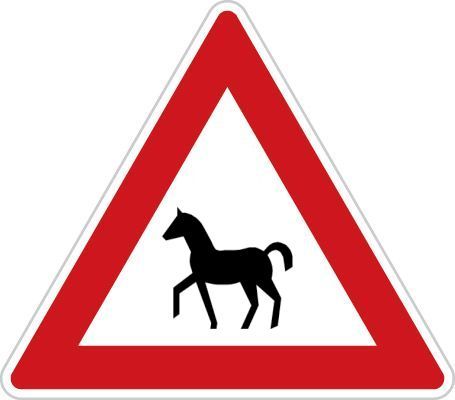
A 13 Zvířata: Na značce může být použít i jiný určený symbol zvířete než krávy. V návrhu vyhlášky z května 2015 však žádný vhodný určený symbol obsažen nebyl. Ve vypořádání připomínkového řízení k 31. 7. 2015 ministerstvo k námitce Hospodářské komory ČR tvrdí, že jako „jiný vhodný určený symbol zvířete“ lze alternativně použít pouze určené vyobrazení koně, doplněné do seznamu určených symbolů druhů vozidel a skupin chodců.
A 14 Zvěř: Na značce může být použít i jiný určený symbol volně žijícího živočicha než jelena. V návrhu vyhlášky z května 2015 však žádný vhodný určený symbol obsažen nebyl. Ve vypořádání připomínkového řízení k 31. 7. 2015 ministerstvo k námitce Hospodářské komory ČR tvrdí, že jako „jiný vhodný určený symbol“ lze alternativně použít pouze určené vyobrazení žáby (ve významu obojživelníků), doplněné do seznamu určených symbolů druhů vozidel a skupin chodců.
A 34 Nábřeží
P 1 Křižovatka s vedlejší silnicí: nově povolena varianta jen s levým připojením
P 1 Křižovatka s vedlejší silnicí: nově povolena varianta jen s pravým připojením
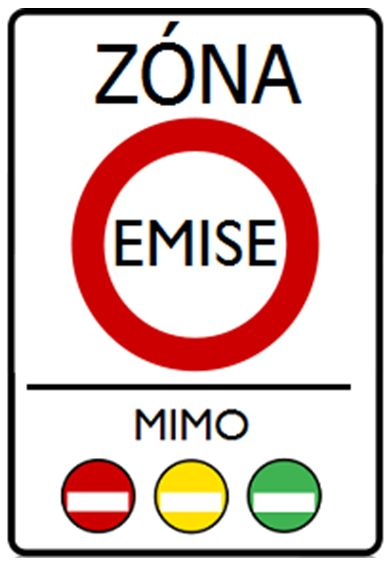
IZ 7a Emisní zóna
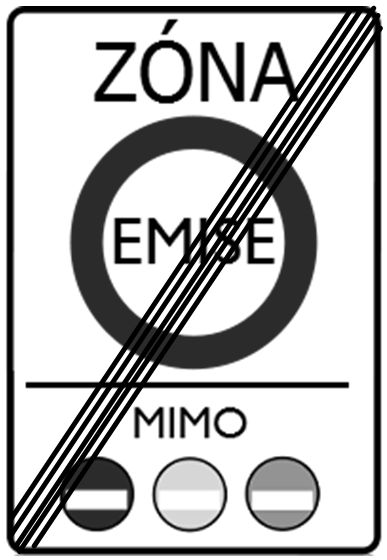
IZ 7b Konec emisní zóny
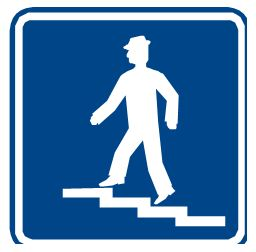
IP 3 Podchod nebo nadchod (nově samostatná varianta pro nadchod)
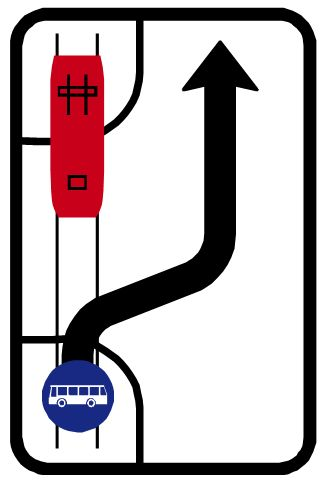
IP 23c Sjíždění vozidel veřejné hromadné dopravy osob z tramvajového pásu
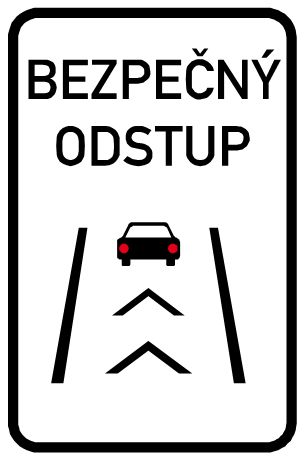
IP 32 Bezpečný odstup
IS 16b Číslo silnice (nová varianta v provedení s přerušovaným rámečkem pro vyznačení směru k určité silnici)
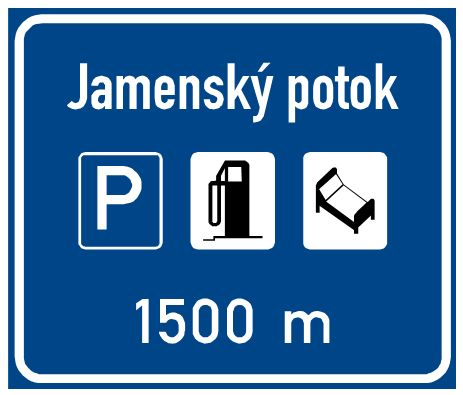
IJ 18a Návěst před odpočívkou
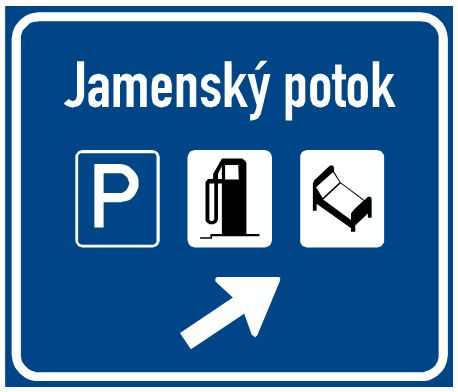
IJ 18b Návěst před odbočením na odpočívku
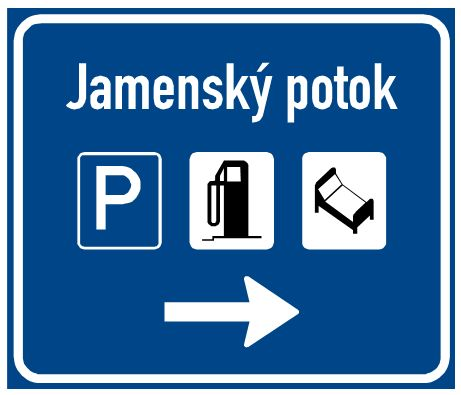
IJ 18c Návěst pro odbočení na odpočívku
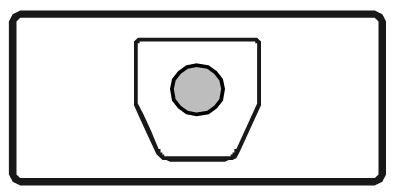
E 11b S časovým poplatkem
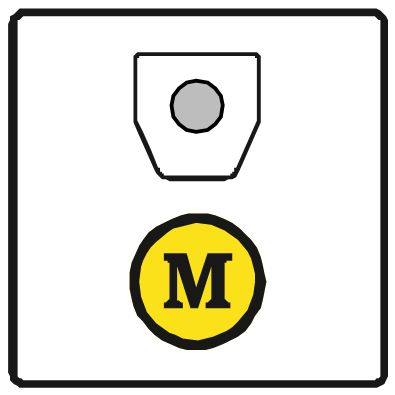
E 11f S časovým poplatkem a mýtným
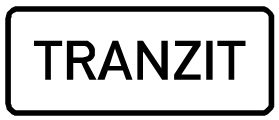
E 14 Tranzit
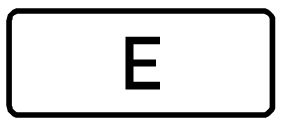
E 15 Kategorie tunelu
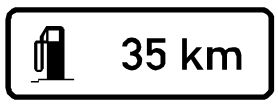
E 16 Vzdálenost k příští čerpací stanici
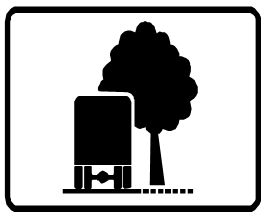
E 13 Text nebo symbol
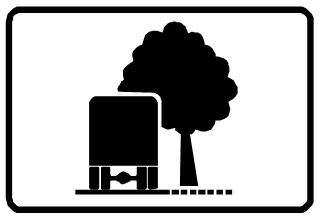
E 17 Nedostatečný průjezdní profil vozovky
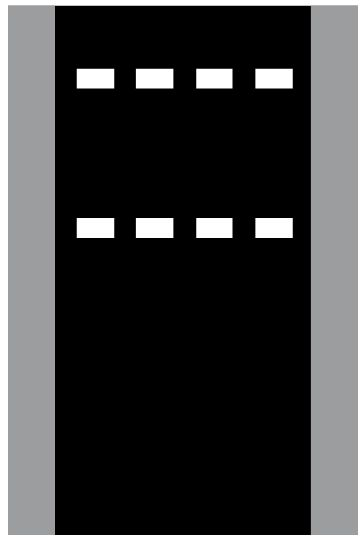
V 7b Místo pro přecházení
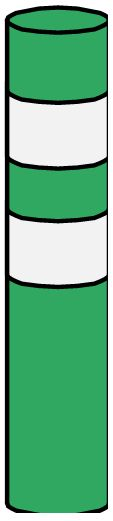
Z 11h Směrový sloupek zelený kulatý – baliseta

### Od 21. 3. 2016
14. ledna 2016 předložilo ministerstvo do meziresortního připomínkového řízení návrh novely nové vyhlášky. Novela má provádět změny obsažené v novele zákona o silničním provozu, která v té době byla ve sněmovně ve třetím čtení. Vyhláška byla vydána v pozměněné podobě pod číslem 84/2016 Sb., s účinností od 21. března 2016.

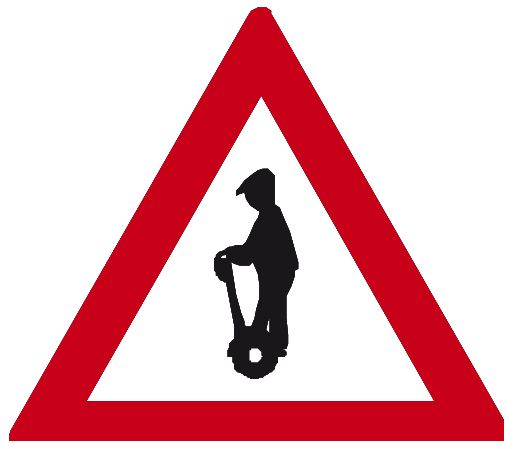
A 12c Osoby na osobních přepravnících
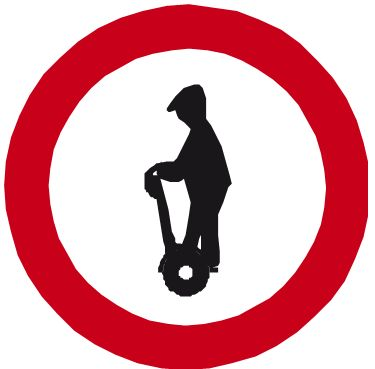
B 30a Zákaz vjezdu osobních přepravníků (původně navrženo s názvem Zákaz vjezdu osob na osobních přepravnících). Zakazuje vjezd i jízdu na osobních přepravnících, nezakazuje však jejich vedení.
IZ 8a Zóna s dopravním omezením (vzor varianty se zákazem vjezdu osob na osobních přepravnících)
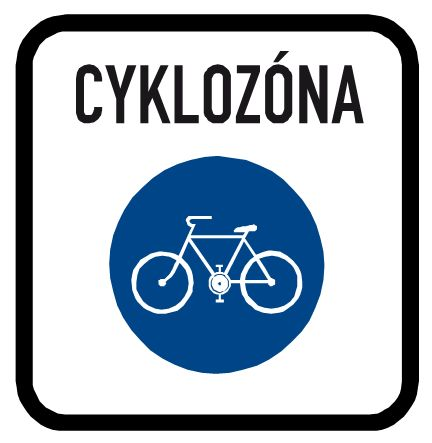
IZ 9a Zóna pro cyklisty
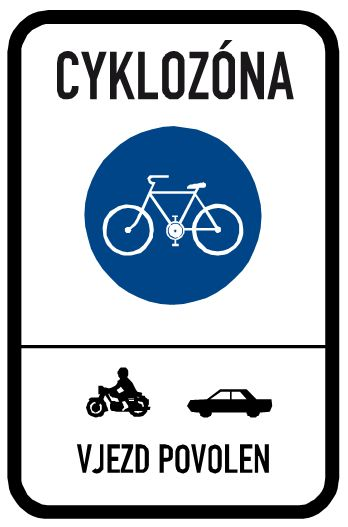
IZ 9a Zóna pro cyklisty (varianta s povoleným vjezdem jiných vozidel)
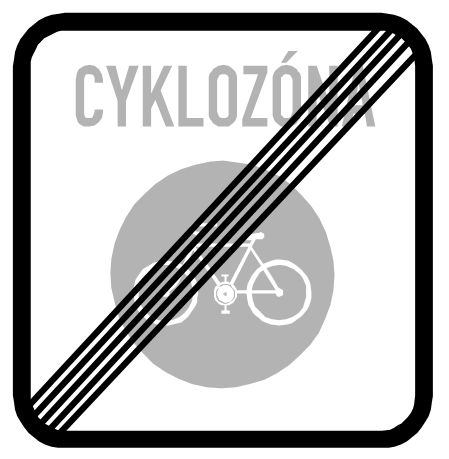
IZ 9b Konec zóny pro cyklisty
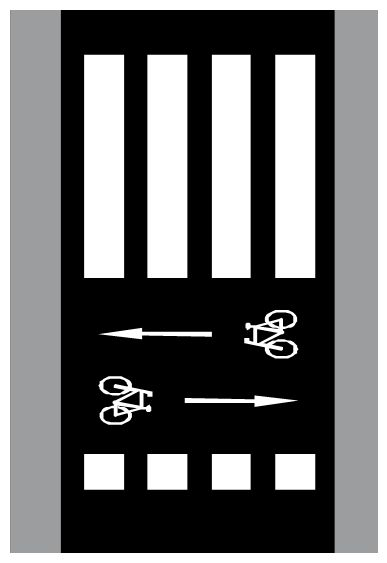
V 8b Přejezd pro cyklisty přimknutý k přechodu pro chodce (varianta se zvýrazněním určeným symbolem)
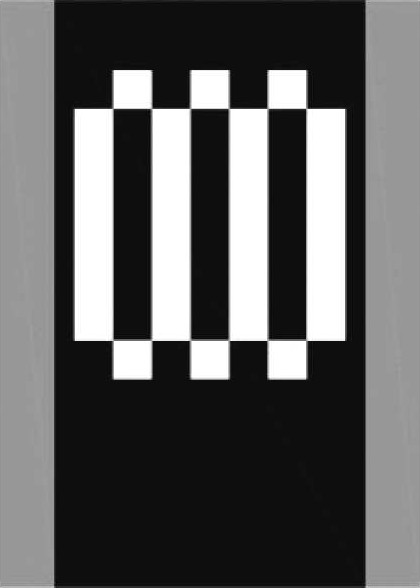
V 8c Sdružený přechod pro chodce a přejezd pro cyklisty

V rámci připomínkového řízení byla vypuštěna navržená značka s piktogramovým koridorem, v popisu významu a užití značky ale je text: Plocha určená pro přejezd cyklistů přes pozemní komunikaci může být zvýrazněna určeným symbolem nebo značkou „Jízdní pruh pro cyklisty“.

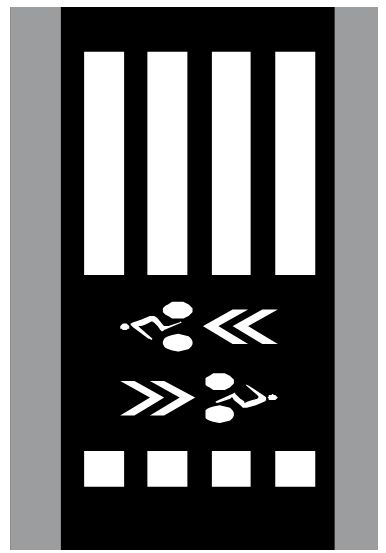
V 8b Přejezd pro cyklisty přimknutý k přechodu pro chodce (varianta se zvýrazněním značkou Piktogramový koridor pro cyklisty)

### Stop – protisměr

Značka stanovená v březnu 2019 ministerstvem dopravy bez přímé opory v obecně závazných právních předpisech

S iniciativou zavést značku „Stop, jste v protisměru“ přišly v roce 2018 dopravní policie a oddělení BESIP ministerstva dopravy. Inspirovaly se příkladem Německa, Rakouska a Slovenska, kde se taková značka osvědčila jako účinná prevence. Poprvé vytipování vhodných míst pro rozmístění těchto značek slíbil ministr dopravy Dan Ťok v létě 2018. Ještě 21. února 2019 mluvčí ministerstva dopravy Lenka Rezková uvedla pro deník Právo, že by se nová značka „Stop, jste v protisměru“ měla na nejrizikovějších dálničních nájezdech v ČR objevit koncem jara, tedy v červnu 2019, přičemž aktuálně se jednalo o sedmi vytipovaných místech ( exity 41 a 357 na dálnici D1, exit 0 na D2 u Brna, exity 146 a 169 na D6, exit 41 na D11 a exit 67 na D5).
Ministerstvo dopravy České republiky v březnu 2019 „vydalo povolení k umístění varovných dopravních značek STOP – PROTISMĚR“, ačkoliv vzor takové značky není v prováděcí vyhlášce k zákonu o silničním provozu uveden.
Na fotografiích značek reálně umístěných ještě před tímto opatřením je místo textu „PROTISMĚR“ chybný text „Jste v protisměru“, který neodpovídal vyhlášce, jelikož se na značení používá výhradně tykání a použití množného čísla je nepřípustné.
První značky se měly objevit 8. března 2019 na prvních čtyřech vybraných rizikových lokalitách na dálnicích (dálnice D1 na exitu 41 sjezd od Prahy a exitu 357 sjezd od Brna, dálnice D2 na nultém kilometru z centra Brna a dále na dálnici D6 na exitu 146 sjezd od Karlových Varů). Návrhy vycházely z rozborů dopravních nehod na dálnicích z důvodu jízdy řidiče v protisměru v letech 2018 i 2019 a tam, kde bylo možné určit konkrétní nájezd, kterým řidič do protisměru vjel. Ministerstvo dopravy ve spolupráci s BESIPem, Ředitelstvím silnic a dálnic, dopravní policií a Ministerstvem vnitra plánuje osadit značky i na další problematické úseky. Policie měla pokračovat ve výběru dalších míst, kde má umístění nové varovné tabule největší význam. Má být uplatněn též nový systém vodorovného dopravního značení. Ministerstvo dopravy se odvolávalo na to, že obdobné dopravní značení existuje v Rakousku, na Slovensku, v Chorvatsku a Slovinsku.
V únoru 2019 Novinky uvedly, že „vzhledem k tomu, že jde o informačně-provozní značku, nejsou k jejímu zavedení potřeba žádné legislativní změny ani vyhláška“.
V roce 2017 zaznamenaly kamery v Česku 321 případů vjetí do protisměru a v roce 2018 zhruba 330. Důvodem byly nepozornost, únava či špatný zdravotní stav řidiče, ale někdy i nepřehledné značení nájezdů. Na českých dálnicích funguje systém detekce vozidel v protisměru. Čidla jsou nainstalována na mýtných branách, a jakmile zaregistrují vůz jedoucí opačným směrem, spustí poplach v národním informačním centru ŘSD, to se pak ihned snaží prostřednictvím dálničních informačních tabulí i relací v rozhlase varovat řidiče.

### Od 1. 8. 2019
S účinností od 1. srpna 2019 ministerstvo dopravy vydalo novou verzi vzorových listů VL 6.1 Svislé dopravní značky, kterou byla nahrazena předchozí verze účinná od 1. července 2004 s doplňkem č. 1 účinným od 10. prosince 2015. Podle preambule mohly být dopravní značky provedené podle předchozích vzorových listů osazovány do 1. ledna 2020. 
Tyto vzorové listy oproti předchozím například zpřesnily vzory písma, upravily některé tvary, rozměry a lemy „za účelem sjednocení grafiky“, povolené tolerance rozměrů jsou nově uváděny v procentech místo absolutně (čímž byly vypuštěny desítky stránek podrobných tabulek tolerancí), byl zaveden koeficient pro úpravu výšky písma, byly doplněny některé nové a chybějící varianty značek atd. Byly doplněny nové základní tvary značek a nově byla definována i zmenšená velikost značek pro čtverec a obdélník. 
Aniž by to bylo podloženou změnou vyhlášky 294/2015 Sb., dopravní značka B 1 Zákaz vjezdu všech vozidel (v obou směrech) nově dostala o čtvrtinu širší červený lem, než mají ostatní zákazové značky a dopravní značka P 4 Dej přednost v jízdě! nově dostala o čtvrtinu širší červený lem, než mají výstražné dopravní značky. Při základní velikosti dopravní značky má mít červený lem šířku 80 milimetrů, u značek B 1 a P 4 byl nově rozšířen na 100 milimetrů.

### Od 1. 1. 2024
Vyhláškou č. 386/2023 Sb. bylo s účinností od 1. ledna 2024 zavedeno několik změn: 
Nové značky: 

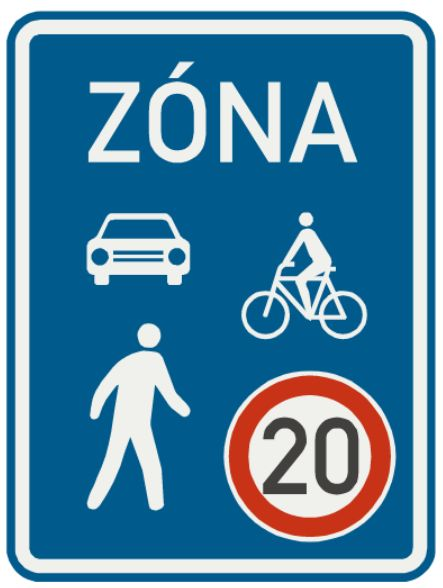
IZ 10a Sdílená zóna
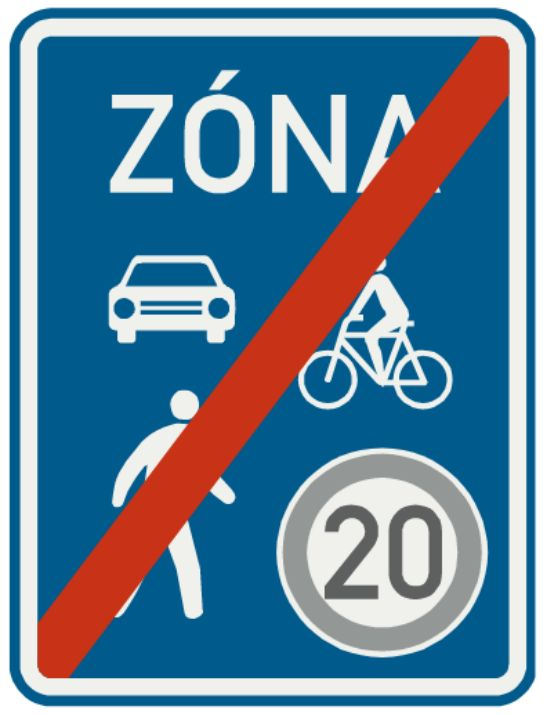
IZ 10b Konec sdílené zóny
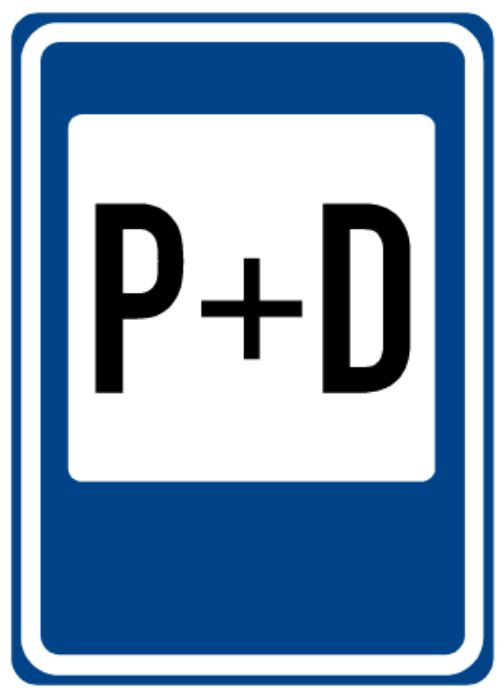
IP 13f Parkoviště P+D
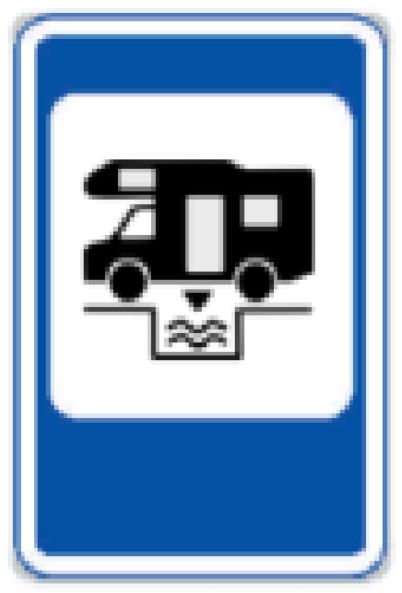
IJ 15 Servisní místo pro sanitaci hygienických zařízení obytných vozidel

Změna podoby značky: 

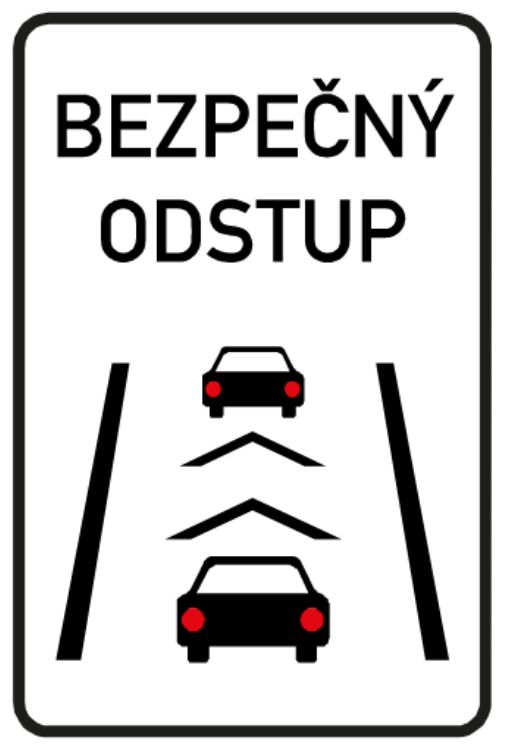
IP 32 Bezpečný odstup (změna podoby značky). Původní podoba značky zobrazovala situaci z pozice řidiče (dvě šipky k předcházejícímu vozidlo), nová podoba zobrazuje dva automobily a mezi nimi dvě šipky. Původní podoba značky podle přechodného ustanovení platí do 31. prosince 2034.

V novelizační vyhlášce byla rovněž uvedena podoba některých značek, která se v zásadě neměnila, pouze byl upraven název nebo popis značky: 
- IS 20 Návěst před křižovatkou pro cyklisty přejmenována na Návěst pro cyklisty, popis přizpůsoben obecnějšímu využití značky.
- E 13 Text nebo symbol. Pouze doplněn text výslovně umožňující uvést na dodatkové tabulce pod značkou odpočívky označení provozovatele čerpací stanice a stravovacího zařízení.
- V 14 Jízdní pruh pro cyklisty. Vyobrazení je stejné, ale zatímco v původním znění byla šipka popisována jako nedílná součást značky, podle nového znění šipkou nebo šipkami může být symbol jízdního kola v odůvodněných případech doplněn.
- V 16 Bezpečný odstup. Zatímco původní popis svislé značky IP 32 i vodorovné značky V 16 byl formulován tak, jako by počet šipek na svislé značce bylo možno variabilně měnit, nový popis výslovně uvádí, že bezpečný odstup značí dvě šipky.

Zavedeno bylo dopravní zařízení (fakticky návěstní pomůcka) Z 8d Zastavovací terč pro střídavý provoz. 

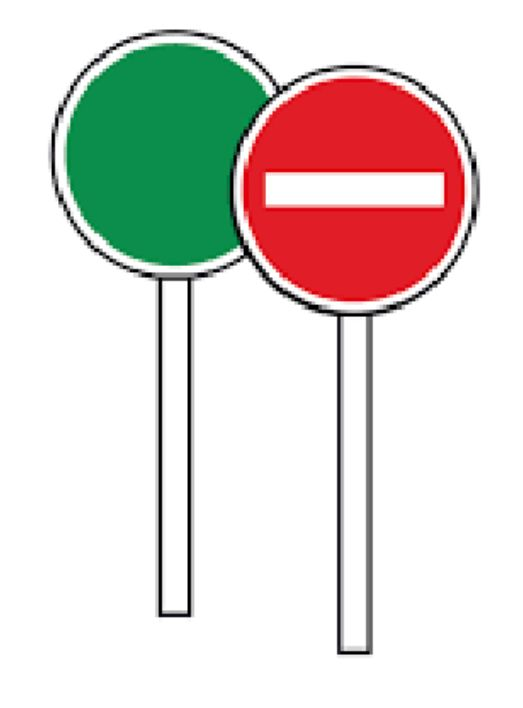
Z 8d Zastavovací terč pro střídavý provoz

Určené symboly: 

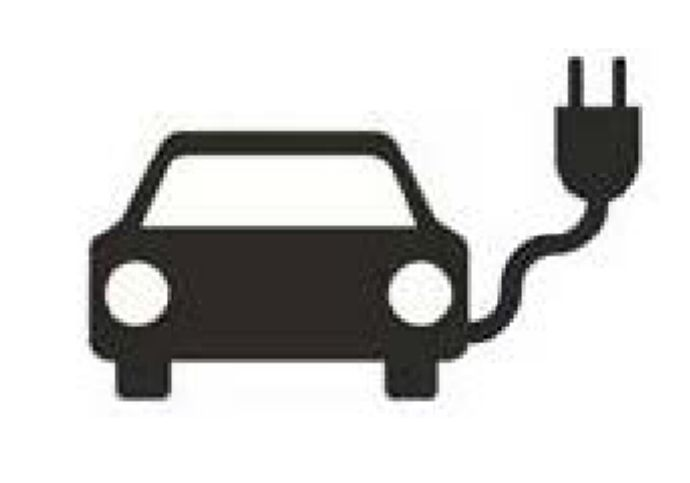
211 Elektromobil (změna podoby)
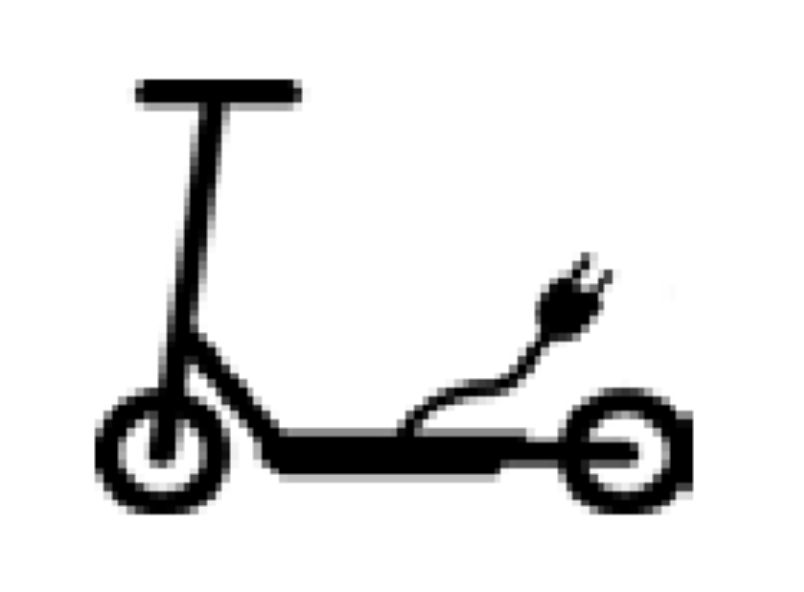
229 Elektrokoloběžka
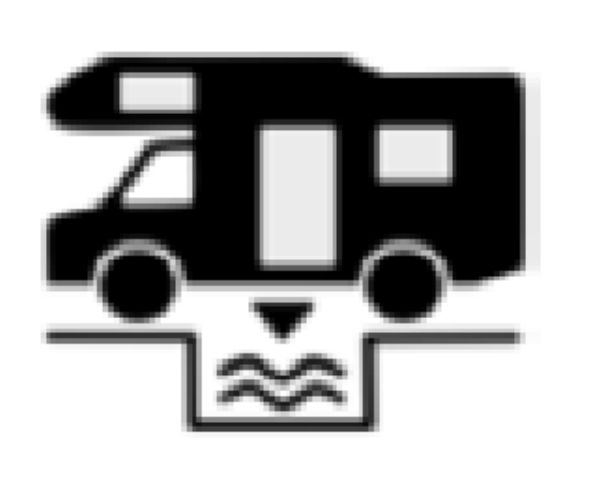
407 Sanitace hygienických zařízení obytných automobilů a obytných přívěsů

Zavedeno bylo označení vozidla O 5c Terénní sociální služba (podobné označení O 5b Domácí zdravotní péče bylo zavedeno již vyhláškou 509/2021 Sb. s účinností od 1. ledna 2022, kdy bylo zároveň označení O 5 přeznačeno na O 5a). Použití modré hvězdy života pro terénní sociální službu bylo zpochybňováno v připomínkovém řízení, ale ministerstvo dopravy upřednostnilo jednotnost symbolu pro všechny typy domácích služeb.

## Svislé dopravní značky

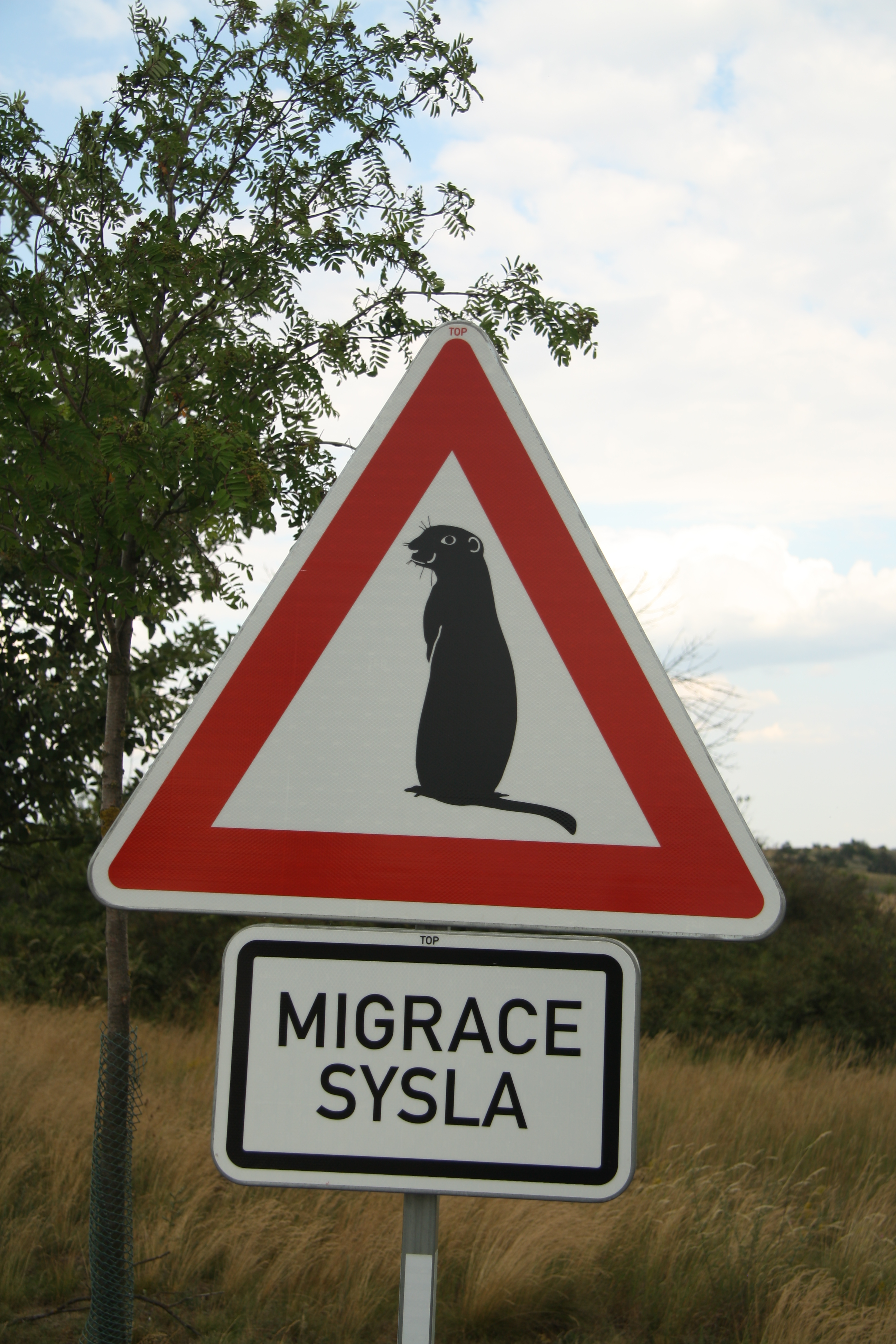
Neoficiání výstražná dopravní značka Migrace sysla u Mohelenské hadcové stepi.

### Umisťování
Vyhláška 30/2001 Sb. stanoví, že svislé dopravní značky se umísťují tak, aby byly pro účastníky provozu na pozemních komunikacích, pro které jsou určeny, včas a z dostatečné vzdálenosti viditelné. Podle svého významu obvykle umísťují při pravém okraji vozovky nebo nad vozovkou; pro zdůraznění jejich významu mohou být značky umístěné při pravém okraji vozovky opakovány i při levém okraji vozovky nebo nad vozovkou. Pokud je svislá dopravní značka umístěna na chodník nebo na pozemní komunikaci pro pěší, musí splňovat technické požadavky pro užívání komunikace osobami s omezenou schopností pohybu a orientace podle vyhlášky č. 174/1994 Sb. Sloupky nebo stojany s přenosnými dopravními značkami mohou být s ohledem na charakter a rozsah dopravního opatření umístěny i na vozovce. Na dopravních značkách a jejich sloupcích, stojanech nebo konstrukcích nesmí být vyznačeno nebo umístěno nic, co nesouvisí s dopravní značkou.

### Druhy a provedení
Svislé dopravní značky mohou být:
- stálé, umístěné na sloupcích nebo konstrukcích pevně zabudovaných do terénu,
- přenosné, umístěné na červenobíle pruhovaných sloupcích nebo stojanech, které nejsou pevně zabudované do terénu, nebo na vozidle.
- proměnné, zobrazené na panelech – jejich barevné provedení může být odlišné, a to tak, že podklad je tmavý a nápisy, symboly a ohraničení světlé, přičemž umístění červené barvy je shodné jako na stálých značkách. Příkazové proměnné značky mají stejné barevné provedení jako stálé. Tvary symbolů a nápisy „vycházejí“ z tvarů symbolů a nápisů stálých značek. Svislé dopravní značky upravující přednost nemohou mít formu proměnných dopravních značek.

Pro zdůraznění významu a zlepšení viditelnosti lze svislou dopravní značku umístit na retroreflexním žlutozeleném fluorescenčním podkladu.
Dočasná neplatnost dopravní značky nebo její části se vyjadřuje škrtnutím nebo překrytím oranžovo-černým pruhem; tímto způsobem však nemůže být vyjádřena neplatnost svislé dopravní značky upravující přednost.

### Prostorové vymezení platnosti
Svislá dopravní značka umístěná vedle vozovky nebo nad vozovkou platí pro celou vozovku v daném směru jízdy (vyhláška toto stanoví obecně, nepřipouští žádnou výjimku pro značky vztahující se na chodník, na pěší komunikaci nebo na chodce či cyklisty). Výjimkou je zákazová nebo příkazová značka umístěná nad vyznačeným jízdním pruhem, která platí jen pro jízdní pruh, nad kterým je umístěna. Další výjimkou je svislá dopravní značka upravující zastavení nebo stání, která platí jen pro tu stranu pozemní komunikace, u které je umístěna.
Zákaz, omezení nebo příkaz je ukončen nejbližší křižovatkou nebo příslušnou dopravní značkou.  
To neplatí pro značky:
- Sněhové řetězy (C 5a)
- Zimní výbava (C 15a)
- Zóna s dopravním omezením (C 25a)
- Obytná zóna (IP 26a)
- Pěší zóna (IP 27a)

K některým zákazovým a příkazovým dopravním značkám existuje speciální ukončovací značka, kromě toho existuje B 26 Konec všech zákazů. V rámci definice významu některých dopravních značek vyhláška stanoví, že jimi je ukončena nebo přerušena platnost jiné dopravní značky nebo že jejich platnost je v některých místech přerušena. Pro některé druhy značek je ukončení platnosti stanoveno odlišně:
- Značky upravující přednost v jízdě na křižovatce platí jen pro nejbližší křižovatku (v minulosti platila značka Hlavní silnice až k ukončovací značce, ta dosud je ve vyhlášce obsažena).
- Platnost svislých dopravních značek vyznačujících parkoviště končí 5 metrů před nejbližší křižovatkou, pokud není dříve ukončena jinak a pokud není způsob stání vyznačen vodorovným značením. Platnost těchto značek je přerušena vjezdem na místo ležící mimo pozemní komunikaci a výjezdem z něj. Značkami parkoviště IP 11a až IP 11c, IP 11f až IP 12, IP 13b a IP 13c jsou ukončeny značky zákazu stání a zastavení B 28 a B 29. Značky zákazu stání a zastavení se ukončují navzájem, krom toho je jimi ukončena platnost většiny druhů značek označujících parkoviště.
- Platnost značky IP 15c (Mýto) sice končí také na vzdálenější hranici nejbližší křižovatky, ale to neplatí, pokud je ve vzdálenosti do 20 metrů za křižovatkou umístěna další dopravní značka IP 15c.
- Značky stanovující nejvyšší nebo nejnižší povolenou rychlost nebo doporučenou rychlost jsou ukončeny další značkou téhož druhu s jinou hodnotou.
- U výstražných a informativních dopravních značek mnohdy není konec platnosti definován, lze však dodatkovou tabulkou vyznačit délka úseku nebo počet útvarů, jichž se značka týká.

## Vodorovné dopravní značky
Vodorovné dopravní značky jsou vyznačeny na pozemní komunikaci. Rozlišují se stálé a přechodné. Stálé svou barvou odpovídají vzoru v příloze vyhlášky. Přechodné vodorovné dopravní značky vyjadřující čáry nebo šipky nebo označující přechody pro chodce nebo jízdní pruhy pro cyklisty jsou vyznačeny žlutou nebo oranžovou barvou. Dočasná neplatnost vodorovných dopravních značek se vyznačuje přeškrtnutím žlutými souvislými čarami.
Vodorovné dopravní značky se rozdělují na
- podélné čáry (V 1a až V 4),
- příčné čáry (V 5 až V 8)
- šipky (V 9a až V 9c)
- označení stání a parkovišť (V 10a až V 10g). Užívají se k vyznačení dovoleného zastavení a stání a případně stanovení způsobu stání ve vztahu k okraji pozemní komunikace; při stání nesmí vozidlo svým obrysem nebo nákladem přesahovat do vozovky vyznačenou plochu.
- označení zastávek a zákazů zastavení a stání (V 11 až V 12d). Tyto vodorovné dopravní značky přerušují platnost svislých dopravních značek parkoviště (IP 11a až IP 11c, IP 11f až IP 12, IP 13b, IP 13c a IP 25a se symboly těchto značek).
- ostatní vodorovné dopravní značky (V 12e až V 20)

## Technické požadavky
Technické požadavky na dopravní značení byly upraveny nejprve přímo v právních předpisech, později v ČSN 01 8020. Pro svislé dopravní značení je nyní stanoví ČSN EN 12899-1, převzatá evropská norma s českým národním dodatkem. Zákon o silničním provozu stanoví závaznost těchto technických norem. Rozměrové, retroreflexní, barevné i technické vlastnosti umisťovaných dopravních značek mají být ověřeny certifikací. Technická norma dále závazně odkazuje na technické podmínky a vzorové listy schvalované ministerstvem dopravy. Konkrétně
- TP 65 Zásady pro dopravní značení na pozemních komunikacích
- TP 66 Zásady pro přechodné dopravní značení na pozemních komunikacích
- TP 108 Zásady pro orientační značení na cyklistických trasách
- TP 117 Zásady pro informačně-orientační značení na pozemních komunikacích
- TP 100 Zásady pro orientační dopravní značení na pozemních komunikacích
- TP 141 Zásady pro systémy proměnného dopravního značení a zařízení pro proměnné informace na pozemních komunikacích
- TP 118 Systém hodnocení reflexních dopravních značek
- TP 143 Systém hodnocení přenosných svislých dopravních značek

## Rozměry
Vzorové listy VL 6.1 a VL 6.2 staveb pozemních komunikací, schválené odborem pozemních komunikací Ministerstva dopravy a spojů 9. 7. 2001 s účinností od 1. 8. 2001, upravují jednotné provedení svislých a vodorovných dopravních značek do detailů, nad rámec obecně závazných právních předpisů a české státní normy, která na ně odkazuje. Předchozí vzorové listy byly vydány 20. 12. 1999. Základní tvary a barvy značek a jejich symbolů stanoví vyhláška, přesné barevné odstíny a požadavky na světelně technické vlastnosti značek a typ písma stanoví ČSN. Vzorové listy stanoví v bodě 6.103 tabulku základních tvarů a rozměrů svislých dopravních značek včetně přípustných tolerancí, s tím, že pro jednotlivé druhy dopravních značek mohou být na jejich vzorovém listě stanoveny odchylky. Vzorové listy stanoví rovněž standardní výšky písma a přípustné poměry komprese (zúžení) a další typografické zásady.
| Velikost (mm) | Trojúhelník | Kruh | Čtverec | Obdélník                     | Osmiúhelník |
| ------------- | ----------- | ---- | ------- | ---------------------------- | ----------- |
| zmenšená      | 700         | 500  | ---     | ---                          | ---         |
| základní      | 900         | 700  | 500     | 500 × 700                    | 700         |
| zvětšená      | 1250        | 900  | 750     | 1000 × 1400 nebo 1000 × 1500 | 900         |

Zásady pro volbu velikosti dopravní značky i zásady pro umisťování dopravních značek (které by však podle zákona měla stanovit prováděcí vyhláška) stanoví Zásady pro dopravní značení na pozemních komunikacích, které vydalo Centrum dopravního výzkumu a schválilo ministerstvo dopravy jako tzv. technické podmínky TP 65 s účinností od 1. 12. 2002.
Pro téměř všechny značky jsou stanoveny rozměry základní velikosti, pro většinu značek i zvětšená velikost a pro některé trojúhelníkové a kruhové i zmenšená. Zvětšená velikost je (podle čl. 3.4.4. TP 65) určena pro dálnice, pro místní komunikace I. třídy a pro ucelené tahy dalších dopravně významných komunikací, zejména směrově rozdělených; na ostatních komunikacích jen v odůvodněných případech, například při umístění nad vozovku nebo ve zvlášť nebezpečných místech. Značky základní velikosti se umisťují na silnicích
I. a II. třídy, na dopravně významnějších silnicích III. třídy a dopravně významnějších místních nebo účelových komunikacích. Značky zmenšené velikosti se umisťují na dopravně méně významných silnicích III. třídy nebo místních či účelových komunikacích. Značky přikazující dát přednost v jízdě nemají zmenšenou velikost. Značky upravující stání mohou být zmenšené i na silnicích I. a II. třídy.
Pro dopravní značky zastávky (IJa a IJb) byly původně stanoveny rozměry 500 mm, ale po upozornění na nesoulad s rozměry uvedenými v příloze ČSN 73 6425 byly dodatečnými vzorovými listy povoleny i kruhový rozměr 400 mm a čtvercový rozměr 410 mm, shodně s tehdejším zněním ČSN pro zastávky.

## Užívání dopravních značek
Podle článku Metro.cz z března 2018 je v Praze osázeno kolem 200 000 dopravních značek (v čemž jsou započteny pouze značky ve správě TSK hl. m. Prahy), což je hustota, které podle Romana Budského z Týmu dopravní bezpečnosti nemá v kontextu evropských metropolí obdoby. Celkový počet dopravního značení a dopravněbezpečnostních zařízení ve správě TSK hl. m. Prahy je vyčíslen na 335 674 objektů, v čemž nejsou započítány svislé ani vodorovné značky zón placeného stání. Nesvětelných svislých značek ve správě TSK bylo evidováno 123 157, jejich sloupků či jiných úchytů 88 799. „Semaforů“ ve správě TSK mělo být 2214. Vodorovných dopravních značek 133 863. Dopravně-bezpečnostních zařízení 3707.

## Závaznost dopravních značek
Častou právní otázkou například při řešení přestupků v silničním provozu bývá, jakým způsobem může porušení procesních povinností nebo technických předpisů a požadavků na dopravní značení nebo aktuální stav dopravního značení ovlivnit platnost dopravního značení, tedy jeho závaznost pro účastníky provozu. § 4 zákona o provozu na pozemních komunikacích pouze stanoví: „Při účasti v provozu na pozemních komunikacích je každý povinen řídit se dopravními značkami,“ aniž by to podmiňoval jejich stavem či oprávněností a správností jejich umístění.
Co se týče účelnosti a vhodnosti dopravní značky, Nejvyšší správní soud v roce 2009 konstatoval: „každý účastník silničního provozu se musí řídit dopravním značením, a to i tehdy, když se mu to jeví jako nevhodné, nepohodlné či neúčelné.“ V březnu 2010 Nejvyšší správní soud konstatoval: „Účastník silničního provozu nemůže sám činit soudy o zákonnosti dopravní značky a rozhodovat se, zda se značkou bude řídit, či nikoli.“ Rozsudek Krajského soudu v Hradci Králové ze dne 19. dubna 2011, č.j. 52 A79/2010- 38, publikovaný pod č. 1564/2011 Sb. NSS, konstatoval: „Dopravní značky jsou správním aktem, kterému svědčí presumpce správnosti, tzn., že na dopravní značku se musí nahlížet jako na zákonnou, dokud není prokázán opak, tedy až do okamžiku, kdy k tomu příslušný orgán vysloví její nezákonnost. Ze zákona o silničním provozu, z prováděcích předpisů a z právních předpisů nevyplývá, že by účastník provozu na pozemních komunikacích sám mohl činit úsudek o zákonnosti dopravní značky a na základě svého hodnocení se rozhodnout, zda dopravní značku bude respektovat či nikoliv.“
Správní orgán je však při rozhodování o tom, zda určité jednání je přestupkem, povinen zkoumat i stránku materiální, tj. zdali zaviněné jednání porušuje nebo ohrožuje zájem společnosti, a z rozhodovací praxe Nejvyššího správního soudu je zřejmé, že materiální aspekt přestupku je jedním ze základních atributů definice přestupku a musí se vždy prokazovat a nikdy presumovat. Například 14. prosince 2009 Nejvyšší správní soud v rozsudku čj. 5 As 104/2008-45 konstatoval: „Pokud se k okolnostem jednání, jež naplní formální znaky skutkové podstaty přestupku, přidruží takové další významné okolnosti, které vylučují, aby takovým jednáním byl porušen nebo ohrožen právem chráněný zájem společnosti, nedojde k naplnění materiálního znaku přestupku a takové jednání potom nemůže být označeno za přestupek.“
Pokud jde o stav, viditelnost a čitelnost dopravní značky, Jakub Stadler, mluvčí Ministerstva dopravy, v roce 2019 uvedl: „Posuzuje se, jestli může řidič objektivně význam značky přečíst, a to vždy v konkrétním případě.“ K řadě typů sporných případů ministerstvo v roce 2019 uvedlo: „Obecně žádná z uvedených skutečností automaticky nezpůsobuje neplatnost dopravní značky.“
JUDr. Tomáš Beran v říjnu 2005 na webu Autoweb uvedl, že „platnost dopravní značky nezaručuje značka samotná, ale zákonný právní předpis, který ji za platnou označuje“, přičemž z § 62 odst. 6 a 5 zákona o silničním provozu („Dopravní značky, světelné a akustické signály, dopravní zařízení a zařízení pro provozní informace musí svými rozměry, barvami a technickými požadavky odpovídat zvláštním technickým předpisům.“; „Prováděcí právní předpis stanoví význam, užití, provedení a tvary dopravních značek a jejich symbolů.“) a požadavků na provedení a umístění dopravního značení stanovených prováděcí vyhláškou k zákonu bez dalšího vyvozuje: „Pouze značka umístěná v souladu s touto vyhláškou a dalšími předpisy, jmenovitě onou technickou normou, je platná.“ Z ustanovení, že „dopravní značka může být umístěna pouze na sloupech, sloupcích, rámcových konstrukcích, konzolách, portálových konstrukcích a výložnících“, JUDr. Beran vyvozuje, že dopravní značka umístěná kdekoli jinde (například na stromě nebo na zdi domu) není umístěna platně a neukládá účastníkům silničního provozu žádné povinnosti. I z toho, pokud dopravní značka nemá přesné rozměry v některé ze stanovených velikostních variant podle technické normy, Beran vyvozuje neplatnost dopravní značky. Žádnou judikaturu ani přímou argumentaci k domnělému následku neplatnosti však neuvádí. V článku z roku 2005 zmínil, že soudně napadl skutečnost, že závazná úprava technických aspektů dopravních značek a jejich umístění v terénu je stanovena technickou normou, která není obecně dostupným právním předpisem a s jejímž obsahem se nelze bezplatně seznámit. Městský soud v Praze jeho žalobu zamítl a naprosto pominul fakt, že pokud mají být jednotlivá pravidla dodržována, měla by existovat možnost se s nimi bezplatně seznámit. Za absurdní Beran označil, že ani policie nemá k těmto předpisům nemá bezplatný přístup a proto nelze předpokládat znalost textu a pravidel stanovených v předmětné technické normě u jednotlivých policistů, ačkoliv má obsah těchto norem vliv na odpovědnost řidiče za případné porušení dopravní značky.
V červnu 2019 rubrika Auto webu iDnes.cz (redaktorka Martina Procházková) citovala obdobný názor jako názor odborníka na dopravní předpisy Martina Bednáře ze společnosti Dekra. Podle jeho názoru „dopravní značka umístěná kdekoli jinde než uvádí norma či vyhláška, třeba na vratech nebo na stromě, není vlastně umístěna platně, a účastníci silničního provozu se podle ní řídit nemusí“. Dále podle Bednáře: „Pokud je značka poražená, nebo je její viditelnost jinak nemožná (což ale bude muset řidič dokázat), pochopitelně se jí řidič řídit nemohl a v takovém případě by neměl být potrestán.“ K situaci, kdy je značka poničená, vyšisovaná nebo prorezlá, ale stojí na svém místě, redaktorka idnes.cz uvedla, že taková značka pro řidiče jasně platí, a připojila vyjádření pana Bednáře: „Naší povinností ze zákona je řídit se dopravními značkami. Nikoliv rozhodovat o tom, kterými ano či ne, podle toho, jak vypadají. Doporučuji všem, kteří při jízdě objeví značku, u které je výrazně snížena viditelnost či čitelnost, aby to oznámili správci komunikace, případně Policii ČR.“ Na závěr redaktorka Procházková označila obvyklé přechodné ustanovení poslední vyhlášky o dopravním značení, citované panem Bednářem („Dopravní značky a dopravní zařízení umístěné přede dnem nabytí účinnosti této vyhlášky, které svým provedením této vyhlášce neodpovídají, pozbývají platnosti uplynutím dne 31. prosince 2025“), za „ještě jednu zvláštnost“.
Nejvyšší správní soud v rozsudku č. j. 8 As68/2009- 83 ze dne 31. 3. 2010 uvedl: „Účastník provozu na pozemních komunikacích je povinen řídit se dopravní značkou, i když má za to, že není správně technicky provedena. Takový názor není rozhodný pro posouzení, zda byl nerespektováním značky spáchán dopravní přestupek.“